# Линкор
Лине́йный кора́бль (сокр. линко́р) — русское название класса самых мощных артиллерийских бронированных кораблей в XX столетии.
До начала Второй мировой войны линейные корабли являлись символом могущества ВМС морских держав — средством обеспечения господства на морских ТВД. Линейные корабли предназначались для нанесения мощных артиллерийских ударов по кораблям противника (в первую очередь по себе подобным линейным кораблям), в целях обеспечения боевой устойчивости соединений и для разрушения стратегических береговых объектов противника:
- в широком значении — это корабль, предназначенный для ведения боевых действий в составе эскадры;
- в традиционном значении — класс тяжёлых бронированных артиллерийских боевых кораблей водоизмещением от 20 тысяч до 70 тысяч тонн, длиной от 150 до 280 метров, с орудиями главного калибра 280—460 мм, с экипажем в 1500—2800 человек.

Линкоры применялись в XX веке для уничтожения кораблей противника в составе боевого соединения и артиллерийской поддержки сухопутных операций. Являлись эволюционным развитием броненосцев второй половины XIX века. Перед Второй Мировой войной линейные корабли входили в состав флотов всех крупных морских держав. Построенные в Японии в этот период линейные корабли типа «Ямато» были крупнейшими в истории линкорами и самыми крупными боевыми кораблями, превосходя по водоизмещению авианосцы того периода. Однако, в ходе Второй мировой войны линейные корабли не оправдали возлагаемых на них надежд. Артиллерийские дуэли между линейными кораблями были сравнительно редки, генеральных сражений линейных сил с целью завоевания господства на море не произошло. Линейные корабли оказались весьма уязвимыми для ударов авиации и подводных лодок. Использование линейных кораблей для разрушения береговых объектов и поддержки десантов было весьма ограниченным. Вследствие этого строительство линейных кораблей во всех странах мира после конца 1940-х годов прекратилось; некоторые имевшиеся линкоры были в боевом составе и крайне ограниченно использовались до 1990-х годов. Крупнейшие проектировавшиеся немецкие линкоры типа H-44 реализованы не были.

## Происхождение названия
Линкор — сокращённое наименование в русском флоте класса кораблей «линейный корабль», возрождённого в 1907 году под влиянием боевого применения эскадренных броненосцев в Цусимском сражении. Есть также мнение, что в России в 1907 году название этого класса боевых кораблей было вновь учреждено в память о старинных деревянных парусных линейных кораблях. Первоначально предполагалось, что для построенных ранее русских эскадренных броненосцев и проектируемого для русского флота броненосца «дредноутного типа», будет приемлема линейная тактика боевого применения в составе эскадры, однако от неё вскоре отказались. Фактически, в 1907 году в русском флоте к классу «линейный корабль» были отнесены все эскадренные броненосцы довоенной постройки, эскадренные броненосцы «преддредноутного типа», завершённые постройкой в ходе русско-японской войны, и проектируемый эскадренный броненосец «дредноутного типа».
Англоязычное название battleship (дословно: боевой корабль) — приблизительный аналог русского «линкор» — произошло подобным образом от английского термина line-of-battle ship (корабль боевой линии), обозначавшего парусный линейный корабль. В 1794 году термин line-of-battle ship сокращённо записали как battle ship. В дальнейшем термин употреблялся по отношению к любому боевому кораблю. С конца 1880-х годов в Королевском Британском флоте его чаще всего стали неофициально применять к эскадренным броненосцам. В 1892 году переклассификация британского флота назвала словом «battleship» класс сверхтяжёлых кораблей, в который попало несколько особо тяжёлых эскадренных броненосцев.

## Дредноуты. «Только большие пушки»
Основоположником нового прорыва в развитии больших артиллерийских кораблей считается британский адмирал Джон Арбетнот Фишер. Ещё в 1899 году, командуя средиземноморской эскадрой, он отметил, что стрельбу главным калибром можно вести на гораздо большую дистанцию, если ориентироваться по всплескам от падения снарядов. Это требование заставило единообразить тяжёлую артиллерию и сократить число типов орудий, чтобы избежать путаницы в определении всплесков снарядов близких калибров отказаться от промежуточного калибра (только орудия 10 дюймов и больше имели решающую боевую ценность, промежуточные орудия не стоили полномасштабной защиты, а для борьбы с миноносцами были слишком большие). Так родилась концепция «только большие пушки» (ориг. «all-big-guns»), лёгшая в основу кораблей нового типа.
Другими новшествами, лёгшими в основу нового типа кораблей, стали возрождение централизованного управления огнём с единого общекорабельного поста и массированное применение электроприводов и корабельной электросвязи (в частности телефонной), повысивших скорость и точность наведения тяжёлых орудий. Улучшилось качество орудийных прицелов и дальномеров (дальномеры становились всё длиннее и длиннее) и размещение дальномеров на большей высоте. Максимальная дальность эффективной стрельбы главным калибром возрастала с 25—30 до 50—59 кабельтовых.
Первым таким кораблём стал английский «Дредноут», имя которого стало нарицательным для всех кораблей этого класса. Корабль был построен в рекордные сроки, выйдя на ходовые испытания 2 сентября 1906 г., — через год и один день после официальной закладки. «Дредноут» при водоизмещении в 22 500 тонн благодаря впервые применённой на столь крупном корабле силовой установке нового типа — паровой турбине — мог развивать скорость до 22 узлов. На «Дредноуте» было установлено 10 орудий калибра 305 мм. Вторым калибром «Дредноута» был противоминный — 27 орудий калибра 76 мм. Артиллерия промежуточного калибра отсутствовала. Главное бортовое бронирование «Дредноута» включало два отдельных бронепояса: ватерлиния защищалась 279-мм плитами, выше которых до уровня средней палубы шла 203-мм броня. Горизонтальное бронирование состояло из двух броневых палуб, перекрывающих верхнюю и нижнюю кромки бортового броневого пояса. Верхняя броневая палуба «Дредноута», находившаяся в уровне его средней палубы, простиралась от форштевня до кормового траверза и представляла собой настилку из 18-мм мягких стальных плит. Под ней, в уровне нижней палубы, между носовым и кормовым барбетами проходила главная броневая палуба, состоявшая из двух слоёв (25 + 18 мм) мягкой броневой стали. На расстоянии около 3 м от наружного борта она плавно опускалась в виде скоса к нижней кромке главного броневого пояса. Башни 12-дюймовых орудий защищались 279-мм бронёй спереди и с боков, имели 76-мм крышу и 330-мм тыл. Цельной броневой продольной переборки не было. Её функцию выполняли защитные 51-мм броневые экраны, расположенные в районе артиллерийских погребов.
Появление «Дредноута» сделало все остальные крупные броненосные корабли морально устаревшими. Это сыграло на руку Германии, начавшей строительство большого военного флота, — ведь теперь она могла сразу приступить к постройке новых кораблей.

## Линкоры Первой мировой войны

### Линкоры Великобритании
Появление «Дредноута» вызвало потрясение в военно-морских кругах всего мира, положив начало «дредноутной лихорадке». Все морские державы проявили огромное желание обзавестись кораблями нового типа. При этом, тон в начавшейся гонке морских вооружений задавала именно Великобритания. В конце 1906 — начале 1907 годов были заложены первые серийные линкоры Королевского флота — три единицы типа «Беллерофон». С технической точки зрения они представляли собой несколько усовершенствованный вариант «Дредноута». Водоизмещение незначительно увеличилось за счёт установки более тяжёлой противоминной артиллерии и противоторпедных переборок. Толщина бортовой брони при этом уменьшилась.
Следующая серия британских дредноутов — три корабля типа «Сент-Винсент», была заложена в 1907—1908 годах. Являясь развитием проекта «Беллерофон», они отличались от них в основном орудиями главного калибра. Их 305-мм пушки имели длину ствола 50 калибров, вместо 45 калибров на предшественниках. Таким образом, британцы пытались увеличить бронепробиваемость своих орудий, но опыт показал недостатки этого решения. Бронепробиваемость возросла лишь на 12 мм, вес башен увеличился на 50 тонн, а точность стрельбы снизилась из-за повышенной вибрации стволов. Несмотря на неудачу с новыми орудиями, следующая серия, включавшая «Нептун» и две единицы несколько отличавшихся от него типа «Колоссус», также получила их на вооружение. Основным отличием новых кораблей, заложенных в 1909 году, стало иное размещение башен, с целью обеспечить бортовой залп всеми орудиями главного калибра. Попытка потерпела неудачу, — из-за риска повреждения дульными газами надстроек огонь на борт реально могли вести лишь восемь из десяти орудий главного калибра.
На дальнейшее развитие британских линкоров повлияли как политические обстоятельства, так и опыт эксплуатации первых дредноутов. Первоначально Британское Адмиралтейство планировало закладывать ежегодно по четыре линкора, но преувеличенные данные о строительстве линкоров в других странах, прежде всего в Германии, вызвали политический кризис в Великобритании, что привело к удвоению кораблестроительных программ в плане закладки капитальных кораблей.
На линкорах типа «Орион», заложенных в 1909—1910 годах, в количестве четырёх единиц, были применены серьёзные усовершенствования. Линкоры впервые оснастили 343-мм орудиями с длиной ствола в 45 калибров, что дало солидный выигрыш в весе снаряда при повышении точности стрельбы. Все пять двухорудийных башен удалось разместить в диаметральной плоскости, благодаря чему на борт теперь действительно могло стрелять все десять орудий главного калибра. Бронирование усилилось, а водоизмещение существенно выросло. По сути, это были первые британские линкоры, спроектированные без особой поспешности и потому свободные от явных недостатков предшественников. Недочётами «орионов» стали низкая остойчивость и слабая подводная защита.
Следующий тип линкоров — «Кинг Джордж V», — четыре единицы которых были заложены в 1911 году, практически повторял «Орион», но с некоторыми усовершенствованиями. Эту линию продолжили четыре линкора типа «Айрон Дюк». Их закладка состоялась в 1912 году. Более крупные, чем предшественники, они несли 152-мм артиллерию противоминного калибра, хотя и неудачно размещённую. Бронирование вновь усилилось. Как и предыдущие линкоры, тип «Айрон Дюк» имел скорость около 21 узла.
Первоначально предполагалось заложить в 1912 году новую серию линкоров как улучшенный «Айрон Дюк», однако У. Черчилль, ставший за год до этого Первым лордом Адмиралтейства, приказал переработать проект под пушки калибра 381-мм, которых ещё даже не существовало. Волюнтаристское решение Черчилля все же оказалось очень удачным и привело к появлению линкоров типа «Куин Элизабет». Число орудийных башен на них сократилось до четырёх, размещённых по линейно-возвышенной схеме в носу и корме, но вес бортового залпа получился большим чем у более ранних линкоров. Освободившееся в средней части линкоров пространство было использовано для размещения дополнительных энергоагрегатов, что позволило поднять скорость до 24 узлов. Бронирование незначительно усилилось, увеличилось водоизмещение. Линкоры типа «Куин Элизабет» стали первыми линейными кораблями с чисто нефтяным отоплением котлов. Планировалась постройка четырёх кораблей, но фактически в 1912—1913 годах заложили пять единиц.
Поскольку тип «Куин Элизабет» казался необычным и слишком дорогими, на следующих линкорах типа «Ривендж» вернулись к более консервативной конструкции. При том же вооружении скорость снизилась, но уровень защищённости несколько вырос. Пять кораблей этого типа были заложены в 1913—1914 годах.
| Сравнительные ТТХ британских линкоров Первой мировой войны |                             |                             |                             |                             |                             |                             |                             |                             |
|                                                            | «Беллерофон»                | «Сент-Винсент»              | «Нептун»/ «Колоссус»        | «Орион»                     | «Кинг Джордж V»             | «Айрон Дюк»                 | «Куин Элизабет»             | «Ривендж»                   |
| Полное водоизмещение, т                                    | 22 102                      | 23 030                      | 22 720/23 050               | 25 870                      | 25 600                      | 29 560                      | 31 500                      | 31 000                      |
| Артиллерия главного калибра                                | 10×305-мм/45                | 10×305-мм/50                | 10×305-мм/50                | 10×343-мм/45                | 10×343-мм/45                | 10×343-мм/45                | 8×381-мм/42                 | 8×381-мм/42                 |
| Противоминный калибр                                       | 16×102-мм/50                | 20×102-мм/50                | 16×102-мм/50                | 16×102-мм/50                | 16×102-мм/50                | 12×152-мм/45                | 14×152-мм/45                | 14×152-мм/45                |
| Бортовое бронирование, главный пояс мм                     | 127 — 254                   | 178 — 254                   | до 254/до 280               | 203 — 305                   | 203 — 305                   | 102 — 305                   | 152 — 330                   | до 330                      |
| Бронирование палуб, мм                                     | 13 — 102                    | 19 — 76                     | до 76/до 102                | 25 — 102                    | 25 — 102                    | 25 — 64                     | 25 — 76                     | 25 — 51                     |
| Бронирование башен ГК, мм                                  | до 279                      | до 280                      | до 280                      | до 280                      | до 280                      | до 280                      | до 330                      | до 330                      |
| Энергетическая установка                                   | паротурбинная, 23 000 л. с. | паротурбинная, 24 500 л. с. | паротурбинная, 25 000 л. с. | паротурбинная, 27 000 л. с. | паротурбинная, 31 000 л. с. | паротурбинная, 29 000 л. с. | паротурбинная, 56 000 л. с. | паротурбинная, 40 000 л. с. |
| Максимальная скорость, узлов                               | 20,75                       | 21                          | 21                          | 21                          | 21¾                         | 21,25                       | 23-24                       | 22-23                       |

### Линкоры Германии
Появление «Дредноута» не вызвало радикальных изменений в кораблестроительных программах Второго Рейха, но вместо предполагавшегося ранее строительства броненосцев было решено строить такое же количество линкоров. Первыми линкорами германского флота стали четыре корабля типа «Нассау», заложенные в 1907 году.
Проект получился довольно своеобразным. Линкоры типа «Нассау» несли по 12 орудий наименьшего из всех кораблей своего класса калибра — 280 мм. Это было связано с тем, что командование флота предпочитало иметь более скорострельную артиллерию, чем у противника. Кроме того, новые 305-мм артустановки всё равно не были готовы. Размещение артиллерии также было не вполне обычным и позволяло иметь в бортовом залпе лишь восемь орудий из 12. Однако германские моряки считали необходимым наличие «резерва» орудий на случай беспорядочной свалки кораблей, которая виделась им возможной завершающей стадией решающего морского боя. Линкоры типа «Нассау» оснащались паровыми машинами и в силу этого были сравнительно медленными. Вместе с тем, линкоры этого типа отличались хорошей броневой защитой и развитыми средствами обеспечения непотопляемости.
Линкоры типа «Остфрисланд», заложенные в количестве четырёх единиц в 1908 — 1909 годах, стали развитием типа «Нассау». Сохранив то же расположение орудий главного калибра, они получили 305-мм пушки. Водоизмещение выросло, улучшилась защита, но и эти линкоры оснащались паровыми машинами и отличались сравнительной тихоходностью. Как и предшественники, они не обладали хорошей мореходностью, зато были весьма манёвренными кораблями с надёжной подводной защитой.
Следующий проект германских линкоров — тип «Кайзер», оказался не развитием предшествующих типов, но совершенно новой разработкой. Высота надводного борта выросла, был введён полубак, что благотворно сказалось на мореходности. Впервые на германских линкорах были установлены паровые турбины, а питание стало комбинированным вместо чисто угольного на предшественниках. Число орудий главного калибра уменьшилось до десяти, но бортовой залп увеличился, так как теперь на борт могли стрелять все башни, хотя и не на всех курсовых углах. Бронирование вновь усилилось, также вновь улучшилась подводная защита. Все линкоры типа «Кайзер» в количестве пяти единиц были заложены в 1909—1911 годах.
Последними германскими линкорами с артиллерией калибра 305 мм стали четыре корабля типа «Кёниг», заложенные в 1911—1912 годах. «Кёниги» стали усовершенствованной версией «кайзеров». Артиллерия теперь располагалась только в диаметральной плоскости, бронирование усилилось незначительно. После этого германский флот перешёл к строительству линкоров со сверхтяжёлой артиллерией.
Последними линкорами, построенными для кайзеровского флота, стали корабли типа «Байерн». Они были заложены в 1913—1915 годах, всего четыре единицы, но в строй вступили только первые два. В этих линкорах германские кораблестроители попытались соединить все технические достижения того времени. Желая одним скачком преодолеть отставание от британских линкоров в огневой мощи, германцы решительно перешли к максимально возможному на тот момент калибру. Вооружение состояло из восьми новейших 380-мм орудий, размещённых по линейно-возвышенной схеме. Таким образом, новые германские линкоры не уступали по реальной огневой мощи новейшим британским противникам. При этом, линкоры типа «Байерн» превосходили своих противников в уровне бронирования и боевой устойчивости.
| Сравнительные ТТХ германских линкоров Первой мировой войны |                            |                            |                             |                             |                             |
|                                                            | «Нассау»                   | «Остфрисланд»              | «Кайзер»                    | «Кёниг»                     | «Байерн»                    |
| Полное водоизмещение, т                                    | 20 535                     | 24 700                     | 27 000                      | 28 600                      | 32 200                      |
| Артиллерия главного калибра                                | 12×280-мм/45               | 12×305-мм/50               | 10×305-мм/50                | 10×305-мм/50                | 8×380-мм/45                 |
| Противоминный калибр                                       | 12×150-мм/45 16×88-мм/45   | 14×150-мм/45 14×88-мм/45   | 14×150-мм/45 12×88-мм/45    | 14×150-мм/45 10×88-мм/45    | 16×150-мм/45 8×88-мм/45     |
| Бортовое бронирование, главный пояс мм                     | 290                        | 300                        | 350                         | 350                         | 350                         |
| Бронирование палуб, мм                                     | 55-80                      | 55-80                      | 60                          | 60                          | 60-70                       |
| Бронирование башен ГК, мм                                  | 280                        | 300                        | 300                         | 300                         | 350                         |
| Энергетическая установка                                   | паромашинная, 22 000 л. с. | паромашинная, 28 000 л. с. | паротурбинная, 28 000 л. с. | паротурбинная, 31 000 л. с. | паротурбинная, 35 000 л. с. |
| Максимальная скорость, узлов                               | 19                         | 20,5                       | 21                          | 21                          | 22                          |

### Линкоры Франции
Хотя предложения строить линкоры с однородной артиллерией выдвигались во Франции ещё в 1904 году, депутаты Национального собрания предпочитали тратить средства в основном на сухопутную армию, а на море рассчитывали на союзный британский флот. В результате французский флот в конце 1900-х годов переместился по своей боевой силе со второго места в мире на четвёртое.
Лишь в 1909 году были выделены средства на строительство первых французских линкоров, которое началось в 1910—1911 годах. Всего были заложены четыре единицы типа «Курбэ». Вопреки господствовавшему тогда во французском судостроении долгострою, линкоры удалось построить достаточно быстро, и к августу 1914 года все они были в строю. Однако по меркам 1914 года проект уже считался устаревшим. 305-мм орудия выглядели уже слабыми, в сравнении с зарубежными аналогами, а шесть двухорудийных башен размещены не вполне удачно. При этом орудия имели слишком малый угол возвышения, что уменьшало их дальнобойность. Броневая защита оказалась не вполне адекватной новым снарядам, а мореходность неудовлетворительной. Последнее было связано с ограничением водоизмещения линкоров, с учётом размеров существовавших во Франции того времени сухих доков.
Следующая тройка линкоров типа «Бретань» во многом повторяла тип «Курбэ», но несла десять новых 340-мм орудий. При этом число стволов в бортовом залпе не сократилось. Все эти корабли были заложены в 1912 году, но постройка затянулась из-за начавшейся войны и линкоры вступили в строй в 1915—1916 годах. По огневой мощи они превосходили предшественников, но имели и большинство их недостатков.
Проблемы с ограничением размеров строящихся линкоров вынудили французских конструкторов применить нетрадиционные решения. Желая повысить силу линкоров без увеличения водоизмещения, они впервые в мире применили на следующем проекте четырёхорудийные башни, что позволило разместить на линкорах типа «Норманди» двенадцать 340-мм пушек. В 1913 году заложили четыре корабля, в 1914 году к ним добавился ещё один. Начало Первой мировой войны, исход которой для Франции решался на суше, привёл к прекращению строительства. В 1915 году предусматривалось заложить четыре линкора типа «Лион». При небольшом росте водоизмещения в сравнении с «Нормандиями», «Лионы» должны были нести по 16 340-мм орудий в четырёх башнях. В связи с войной закладка кораблей была отменена.
| Сравнительные ТТХ французских линкоров Первой мировой войны |                             |                             |                               |
|                                                             | «Курбэ»                     | «Бретань»                   | «Норманди»                    |
| Полное водоизмещение, т                                     | 25 800                      | 25 000                      | 25 230                        |
| Артиллерия главного калибра                                 | 12×305-мм/45                | 10×340-мм/45                | 12×340-мм/45                  |
| Противоминный калибр                                        | 22×138-мм/55                | 22×138-мм/55                | 24×138-мм/55                  |
| Бортовое бронирование, главный пояс мм                      | 180 — 270                   | 160 — 270                   | 180 — 300                     |
| Бронирование палуб, мм                                      | 45+40                       | 40+40                       | 50+50                         |
| Бронирование башен ГК, мм                                   | 320                         | 250 — 340                   | 250 — 340                     |
| Энергетическая установка                                    | паротурбинная, 28 000 л. с. | паротурбинная, 29 000 л. с. | комбинированная, 32 000 л. с. |
| Максимальная скорость, узлов                                | 21                          | 20,5                        | 21                            |

### Линкоры России
К разработке своих первых линкоров Российский императорский флот приступил в 1906 году. В 1908 году, после международного конкурса проектов, был выбран, в основном по политическим причинам, проект Балтийского завода. На облик первых российских линкоров серьёзно повлиял опыт русско-японской войны, после которой российские моряки желали пойти в бой на быстроходных кораблях с мощной артиллерией, имеющими броневую защиту максимальной возможной площади. В результате линкоры типа «Севастополь», заложенные в 1909 году в количестве четырёх единиц, оказались неудачным проектом.
Эти корабли имели сильную артиллерию из 12 305-мм орудий с отличной баллистикой, размещённых в четырёх трёхорудийных башнях в диаметральной плоскости по всей длине корпуса. Скорость также была на высоком уровне. Однако, как выяснилось ещё до окончания постройки, после опытных стрельб, проведённых в 1913 году, броневая защита линкоров типа «Севастополь» оказалась совершенно неудовлетворительной. Фактически, любое столкновение с серьёзным противником было для русских кораблей крайне опасным. Кроме того, корабли отличались низкой мореходностью, малой дальностью плавания и практически полным отсутствием подводной защиты. На Западе их считали чем-то средним между линкорами и линейными крейсерами и причисляли к специфическому классу «балтийских дредноутов».
Решение об усилении Черноморского флота новыми линейными кораблями было вызвано намерением Турции приобрести за границей два современных линейных корабля-дредноута. Для ускорения постройки их архитектурный тип был принят по образцу линейных кораблей типа «Севастополь». Предпочтение отдали проекту Русского судостроительного акционерного общества. Система бронирования Черноморских дредноутов отличалась увеличением толщин плит: главного броневого пояса с 225 до 262,5 мм, стенок боевых рубок с 250 до 300 мм, их крыш со 125 до 200 мм, скоса броневой палубы, башен и барбетов. Суммарная масса брони составила на «Екатерине II» 7044,6 т. Кроме увеличенной толщины брони, от линейных кораблей типа «Севастополь» отличала уменьшенная до 21 узла скорость.
После создания проекта линкора «Император Николай Первый» конструкторские работы продолжались. Были созданы проекты линейных кораблей: инженерами Бубновым, Гавриловым и Костенко, а также на Путиловской верфи.
| Сравнительные ТТХ российских линкоров Первой мировой войны |                             |                             |                             |
|                                                            | «Севастополь»               | «Императрица Мария»         | «Император Николай I»       |
| Полное водоизмещение, т                                    | 26 900                      | 25 800                      | 28 500                      |
| Артиллерия главного калибра                                | 12×305-мм/52                | 12×305-мм/52                | 12×305-мм/52                |
| Противоминный калибр                                       | 16×120-мм/50                | 20×130-мм/55                | 20×130-мм/55                |
| Бортовое бронирование, главный пояс мм                     | 225                         | 262,5+50                    | 270+75                      |
| Бронирование палуб, мм                                     | 37+25                       | 37,5+25+12                  | 35+63+35                    |
| Бронирование башен ГК, мм                                  | 203                         | 250                         | 300                         |
| Энергетическая установка                                   | паротурбинная, 42 000 л. с. | паротурбинная, 26 500 л. с. | паротурбинная, 30 000 л. с. |
| Максимальная скорость, узлов                               | 23                          | 21                          | 21                          |

### Линкоры Италии
Несмотря на то, что одним из «отцов» идеи дредноута был итальянский кораблестроитель В. Куниберти, итальянский флот подготовил проект своего первого линкора лишь в 1908 году. Тем не менее «Данте Алигьери», заложенный в 1909 году, оказался во многом новаторским кораблём. Так, впервые на линкорах были использованы трёхорудийные башни главного калибра, причём все они размещались в диаметральной плоскости, в том числе на миделе, что давало возможность стрелять на борт всем стволам, но исключало возможность глубокой модернизации. Впервые противоминная артиллерия частично помещалась в башни. В остальном это был типичный корабль итальянской кораблестроительной школы — быстроходный, слабо защищённый, с невысокой мореходностью и малой дальностью плавания. Две последние характеристики итальянские моряки считали малозначимыми для Средиземного моря.
| Сравнительные ТТХ итальянских линкоров Первой мировой войны |                             |                                      |                                      |                              |
|                                                             | «Данте Алигьери»            | «Конте ди Кавур»                     | «Андреа Дориа»                       | «Франческо Караччоло»        |
| Полное водоизмещение, т                                     | 21 600                      | 24 250 — 24 801                      | 24 729                               | 34 000                       |
| Артиллерия главного калибра                                 | 12×305-мм/46                | 13×305-мм/46                         | 13×305-мм/46                         | 8×381-мм/40                  |
| Противоминный калибр                                        | 20×120-мм/50 13×76-мм/40    | 18×120-мм/50 13×76-мм/50             | 16×152-мм/45 13×76-мм/50             | 12×152-мм/45 8×102-мм/45     |
| Бортовое бронирование, главный пояс мм                      | 250                         | 250                                  | 250                                  | 303                          |
| Бронирование палуб, мм                                      | 38                          | 111                                  | 98                                   | 50                           |
| Бронирование башен ГК, мм                                   | 254                         | 254                                  | 280                                  | 400                          |
| Энергетическая установка                                    | паротурбинная, 32 190 л. с. | паротурбинная, 30 700 — 32 300 л. с. | паротурбинная, 30 000 — 31 000 л. с. | паротурбинная, 105 000 л. с. |
| Максимальная скорость, узлов                                | 22,8                        | 21,6 — 22,2                          | 21 — 21,3                            | 28                           |

### Линкоры других европейских стран
К созданию линкоров дредноутского типа австро-венгерский флот приступил в 1908 году, после получения известий о закладке в Италии линкора «Данте Алигьери». Проект был подготовлен в 1909 году, в 1910 году состоялась закладка первых двух кораблей типа «Вирибус Унитис», в 1912 году заложили ещё два. Перед конструкторами ставилась задача вместить максимум огневой мощи в ограниченное водоизмещение. Характеристики дальности плавания и мореходности считались малозначимыми для линкоров, предназначенных действовать в Адриатическом море. С поставленной задачей в некоторой степени справиться удалось — линкоры типа «Вирибус Унитис» получили 12 мощных 305-мм пушек, размещённых в трёхорудийных башнях по линейно-возвышенной схеме. Платой за солидное для сравнительно небольших кораблей вооружение стала крайне плотная компоновка и умеренное по толщине бронирование. Главными недостатками проекта признавались малая устойчивость и совершенно неудовлетворительная подводная защита.
Тенденция создания сверхдредноутов не миновала австро-венгерский флот. К 1913 году был подготовлен проект линкора под условным названием «Эрзац Монарх». Водоизмещение было вновь ограничено, но броня усиливалась, скорость оставалась на прежнем уровне, а основное вооружение должны были составить новые 350-мм орудия, размещённые в двух и трёхорудийных башнях, по линейно-возвышенной схеме. Четыре единицы этого типа собирались заложить в 1914 году, но начавшаяся война сорвала планы флота.
Серьёзные попытки приобрести линкоры-дредноуты для своего флота предпринимала Османская империя. В 1911 году правительство «младотурок» заказало британской компании «Виккерс» два линкора со сверхтяжёлой артиллерией. Британцы разработали проект на базе чертежей линкора «Кинг Джордж V» и заложили в том же году два корабля типа «Махмуд-Решад V», позже переименованный в «Решадие». Итало-турецкая война, а также Первая и Вторая Балканские войны подорвали финансовое положение Турции и в 1912 году контракт был расторгнут, но «Виккерс» продолжила строительство головного линкора за собственные средства. В 1914 году Турция заявила о готовности выкупить линкор, а также заказала ещё один под названием «Фатих». Его заложили летом 1914 года. С началом Первой мировой войны Великобритания реквизировала «Решадие» и он вошёл в состав Королевского флота как «Эрин».
Кроме того, в 1913 году Турция перекупила у Бразилии строящийся в Великобритании линкор «Рио-де-Жанейро», переименовав его в «Султан Осман I». Линкор был подготовлен к отходу в Турцию к 3 августа 1914 года с турецким экипажем, прибывшим в Англию, но 2 августа 1914 года британское правительство реквизировало корабль. В состав Королевского флота он вошёл как «Эджинкорт».
После получения известий о планах перевооружения оттоманского флота, своими дредноутами решила обзавестись и Греция. В 1912 году немецкая компания «Вулкан» разработала для греческого флота проект линкора «Саламис». Первоначально это был совсем небольшой корабль с шестью орудиями калибра 356-мм, но затем проектное водоизмещение выросло почти в полтора раза, а количество пушек главного калибра на треть. Орудия и башни греки заказали в США. В 1914 году линкор «Саламис» был спущен на воду в Германии, но с началом Первой мировой войны его достройка прекратилась. После войны Греция была вовлечена в длительный судебный процесс по поводу линкора, в результате чего он пошёл на слом в 1932 году, так и не вступив в строй. Кроме того, в 1914 году Греция заказала во Франции линкор «Василеос Константинос», спроектированный на базе проекта «Бретань», но едва начатая постройка была прекращена в том же году.
Различные программы усиления испанского флота составлялись с момента окончания испано-американской войны, но экономическое положение Испании неизменно делало их нереализуемыми. Лишь в 1908 году удалось изыскать средства, и флот заказал, среди прочего, три линкора. Скромное финансирование позволяло построить лишь корабли небольшого водоизмещения, к тому же их размеры были привязаны к существующим в Испании докам. Все три линкора типа «Эспанья» были построены в 1909 — 1921 годах силами отечественной промышленности, но при активной технической помощи зарубежных фирм.
Итогом этих усилий стали самые маленькие дредноуты в мире — своего рода линкоры береговой обороны. Попытка вместить вооружение линкора в корпус эскадренного броненосца привела к тому, что на долю других элементов конструкции осталось немного. Бронирование было слабым, скорость на уровне броненосцев, но главным недостатком проекта оказалась неудовлетворительная подводная защита. Однако Испания в те годы стойко придерживалась нейтралитета и строила свои линкоры скорее из соображений престижа. После завершения программы выдвигались предложения о строительстве более мощных кораблей, но развития они не получили.
Кроме того, идея приобретения линкоров имела место и во флоте Нидерландов. Не располагая опытом постройки столь крупных и сложных кораблей, голландцы обратились за помощью к судостроителям Великобритании и Германии. В 1914 году на рассмотрение заказчика был представлен ряд проектов линкоров с пушками калибра 343 или 356 мм. Однако начавшаяся война положила конец этим планам.
| Сравнительные ТТХ линкоров Австро-Венгрии, Турции, Греции, Испании времён Первой мировой войны |                             |                             |                             |                             |
|                                                                                                | «Вирибус Унитис»            | «Решадие»                   | «Саламис»                   | «Эспанья»                   |
| Полное водоизмещение, т                                                                        | 21 595                      | 25 250                      | 19 500                      | 15 700                      |
| Артиллерия главного калибра                                                                    | 12×305-мм/45                | 10×343-мм/45                | 8×356-мм/45                 | 8×305-мм/50                 |
| Противоминный калибр                                                                           | 12×150-мм/50 20×66-мм/50    | 16×152-мм/50 6×57-мм/50     | 12×152-мм/50 12×75-мм       | 20×102-мм/50                |
| Бортовое бронирование, главный пояс мм                                                         | 150 — 280                   | 102 — 305                   | 100 — 250                   | 102 — 203                   |
| Бронирование палуб, мм                                                                         | 30 — 48                     | 37 — 76                     | 40 — 75                     | 37                          |
| Бронирование башен ГК, мм                                                                      | 60 — 280                    | до 280                      | до 250                      | 203                         |
| Энергетическая установка                                                                       | паротурбинная, 27 000 л. с. | паротурбинная, 26 500 л. с. | паротурбинная, 40 000 л. с. | паротурбинная, 15 500 л. с. |
| Максимальная скорость, узлов                                                                   | 20,3                        | 21                          | 23                          | 19,5                        |

### Линкоры США
Конструирование американских линкоров велось совершенно независимо от других стран с 1901 года. Убедившись, что 203-мм орудия, применявшиеся на американских броненосцах в качестве второго калибра, не могут пробивать толстую броню на ожидаемых дистанциях боя, американские моряки пожелали иметь корабль, оснащённый однородной тяжёлой артиллерией. Проектирование первых дредноутов флота США велось в условиях установленного Конгрессом ограничения водоизмещение цифрой 16 000 тонн, так как конгрессмены упрекали флот в стремлении строить слишком большие и дорогие корабли.
3 марта 1905 года Конгресс утвердил постройку двух линкоров типа «Саут Кэролайна». Ограничение водоизмещения вынудило конструкторов ужать проект по всем статьям. На кораблях ослабили броневую защиту, даже в сравнении с предшествующими броненосцами, мореходность признавалась недостаточной, энергетическая установка была паромашинной и не обеспечивала превосходства в скорости над броненосцами. Однако именно на линкорах типа «Саут Кэролайна» была впервые в мире применена линейно-возвышенная схема размещения башен главного калибра, что обеспечивало наиболее эффективное применение артиллерии. Хотя проект был разработан раньше «Дредноута», строительство затянулось и первые линкоры американского флота вошли в строй лишь в 1910 году и сразу же попали в разряд морально устаревших.
Ещё в ходе строительства линкоров типа «Саут Кэролайна» стало понятно, что они заметно уступают вновь закладываемым капитальным кораблям европейских стран. Этот факт произвёл неприятное впечатление на американских законодателей, и ограничение водоизмещения было снято. Это позволило американцем построить свои первые полноценные линкоры — пару типа «Делавэр», заложенных в 1907 году. Водоизмещение резко увеличилось, что позволило разместить пятую башню главного калибра, усилить бронирование, улучшить мореходность, а скорость довести до 21 узла. При этом низкая экономичность первых паровых турбин на крейсерских ходах вынудила флот оснастить один из линкоров паровыми машинами.
 Почти полным аналогом «делавэров» стала пара линкоров типа «Флорида», заложенных в 1909 году. Оба были оснащены паровыми турбинами, а в качестве противоминной артиллерии впервые установили новейшие 127-мм орудия. Поскольку в Великобритании уже закладывались линкоры с 343-мм орудиями, президент США Т. Рузвельт потребовал перейти на калибр 356 мм, но технические проблемы вынудили построить следующую пару линкоров типа «Вайоминг» с 305-мм пушками, хотя их огневая мощь усилилась как благодаря увеличению количества орудий, так и за счёт удлинения стволов до 50 калибров. Эти корабли были заложены в 1910 году. Первыми американскими линкорами с артиллерией калибра 356 мм стала пара типа «Нью-Йорк». По сути, проект повторял «Вайоминг», но более мощных пушек удалось разместить меньше. Недовольные экономичностью своих первых турбин, моряки также приняли ошибочное решение заменить их на паровые машины. Оба линкора заложили в 1911 году.
Этапным для американского флота, а также для мирового кораблестроения стал проект «Невада». На этих кораблях, строительство которых началось в 1912 году, после долгого перерыва была применена схема броневой защиты «всё или ничего» (англ. All or nothing), первоначально она называлась «французской», теперь её назвали «американской». Идея заключалась в создании своеобразного бронированного ящика в центральной части корабля, который защищал все жизненно важные центры, причём бронёй максимально возможной толщины. При этом оконечности оставались совершенно не бронированными, но в условиях боёв на больших дистанциях, к которым готовился флот США, это представлялось незначительной жертвой. Отличительной особенностью этого типа была плохая управляемость и низкая скорость, из-за чего их во время Первой мировой войны пришлось, как и линкоры типа «Саут Кэролайна» использовать для охраны конвоев.
Последующие американские линкоры стали развитием проекта «Невада» и именовались в американском флоте «стандартными линкорами». В 1913-1914 годах были заложены два линкора типа «Пенсильвания». Они стали увеличенным вариантом «Невады» с артиллерией, размещённой в трёхорудийных башнях и увеличенной скоростью хода. Три корабля типа «Нью-Мексико», к строительству которых приступили в 1915 году, получили новые 356-мм орудия. До окончания Первой мировой войны США успели заложить ещё одну пару линкоров с 356-мм артиллерией — тип «Теннесси», закладки которых прошли в 1916—1917 годах. Если не считать небольших изменений в архитектуре, они, в целом, были подобны предшественникам. Венцом развития американских линкоров, заложенных в годы Первой мировой войны стали корабли типа «Колорадо». На них перешли на калибр 406 мм, ещё более увеличивший ударную силу линкоров. Планировалось построить четыре линкора этого типа, заложенных в 1917—1920 годах, но по решениям Вашингтонской конференции было разрешено достроить лишь три. На двух последних типах кораблей стояла турбоэлектрическая энергетическая установка, на линкорах других флотов не применявшаяся.
| Сравнительные ТТХ американских линкоров Первой мировой войны |                            |                                              |                             |                             |                            |                                              |                             |                                                                |                                  |
|                                                              | «Саут Кэролайна»           | «Делавэр»                                    | «Флорида»                   | «Вайоминг»                  | «Нью-Йорк»                 | «Невада»                                     | «Пенсильвания»              | «Нью-Мексико»/ «Теннесси»                                      | «Колорадо»                       |
| Полное водоизмещение, т                                      | 17 700                     | 22 000                                       | 23 000                      | 27 300                      | 28 350                     | 28 400                                       | 32 500                      | 33 000/33 190                                                  | 33 590                           |
| Артиллерия главного калибра                                  | 8×305-мм/45                | 10×305-мм/45                                 | 10×305-мм/45                | 12×305-мм/50                | 10×356-мм/45               | 10×356-мм/45                                 | 12×356-мм/45                | 12×356-мм/50                                                   | 8×406-мм/45                      |
| Противоминный калибр                                         | 22×76-мм/50                | 14×127-мм/50                                 | 16×127-мм/51                | 21×127-мм/51                | 21×127-мм/51               | 21×127-мм/51                                 | 22×127-мм/51                | 14×127-мм/51                                                   | 12×127-мм/51                     |
| Бортовое бронирование, главный пояс мм                       | 280                        | 280                                          | 280                         | 280                         | 305                        | 343                                          | 343                         | 343                                                            | 343                              |
| Бронирование палуб, мм                                       | 51                         | 51                                           | 38                          | 63                          | 63                         | 63+25                                        | 74+25                       | 89+25                                                          | 89+25                            |
| Бронирование башен ГК, мм                                    | 305                        | 305                                          | 305                         | 305                         | 356                        | 457/406                                      | 457                         | 457                                                            | 457                              |
| Энергетическая установка                                     | паромашинная, 16 500 л. с. | паротурбинная или паромашинная, 25 000 л. с. | паротурбинная, 28 000 л. с. | паротурбинная, 27 000 л. с. | паромашинная, 28 100 л. с. | паротурбинная или паромашинная, 24 800 л. с. | паротурбинная, 31 500 л. с. | паротурбинная / турбоэлектрическая, 32 000 л. с./ 28 600 л. с. | турбоэлектрическая, 28 900 л. с. |
| Максимальная скорость, узлов                                 | 18,5                       | 21                                           | 20,75                       | 20,5                        | 21                         | 20,5                                         | 21                          | 21                                                             | 21                               |

### Линкоры стран Латинской Америки
В конце XIX — начале XX веков флоты враждовавших между собой Аргентины и Чили пополнились целым рядом мощных броненосцев и крейсеров европейской постройки. На их фоне флот Бразилии выглядел устаревшим, что вызывало серьёзное беспокойство в стране. Экономический рост страны позволил бразильцам принять в 1904 году программу обновления флота. Первоначально планировали заказать в Великобритании три броненосца с однородной артиллерией калибра 254 мм, но после ввода в боевой состав Королевского флота «Дредноута», бразильцы перезаключили контракт на новый проект.
Линкоры типа «Минас Жерайс» унаследовали некоторые черты исходного проекта, в частности, паровые машины в качестве энергетической установки. Вооружение составило 12 305-мм орудий, что делало эти линкоры самыми мощными в мире на момент закладки, состоявшейся в 1907 году. Конструкторы компании «Виккерс» применили линейно-возвышенное размещение концевых башен, что позволило иметь десять стволов в бортовом залпе. Неожиданная заявка Бразилии на лидерство в военно-морских вооружениях породила в то время множество конспирологических теорий.
К 1910 году, когда новые бразильские линкоры вступили в строй, ведущие морские державы уже успели заложить заметно более сильные корабли. Не желая сдаваться, бразильский флот заказал в 1910 году в Великобритании линкор «Рио-де-Жанейро», вооружённый 12-ю 356-мм орудиями, что сделало бы его сильнейшим в мире. Изучался вопрос о заказе ещё одного линкора, получившего название «Риашуэло». В случае постройки он стал бы самым мощно вооружённым линкором 1910-х годов, так как на нём планировали установить либо 15 381-мм орудий, либо 10 406-мм. Однако возникшие у Бразилии экономические проблемы, в сочетании с бунтом во флоте, вынудили президента страны Р. де Фонсеку отказаться от заказа «Риашуэло» и умерить требования к «Рио-де-Жанейро». В окончательном варианте «Рио-де-Жанейро» нёс 14 пушек калибра 305 мм и имел меньшее водоизмещение. Но даже такой корабль оказался для Бразилии слишком дорогим и в 1913 году, уже в ходе достройки, линкор был продан Турции.
Перевооружение бразильского флота вызвало, в свою очередь, беспокойство других крупных стран региона. Однако, в отличие от бразильцев, аргентинцы не стали полагаться на конкретного производителя, а провели два международных конкурса на лучший проект линкора, причём используя достаточно сомнительные, с точки зрения деловой этики, приёмы. В них приняли участие 15 компаний из разных стран, но в итоге контракт на два линкора типа «Ривадавия», с возможностью заказа третьего, достался американским судостроителям. Эти линкоры были получены аргентинским флотом в 1914—1915 годах. Они несли на себе отпечаток американской кораблестроительной школы, имели по 12 305-мм пушек в шести башнях, причём все они могли стрелять на один борт. По своим возможностям линкоры типа «Ривадавиа» вполне уравновешивали бразильские, а после отказа Бразилии от «Рио-де-Жанейро» строительство третьего было признано ненужным.
Чилийский флот также решил получить линкоры-дредноуты, но превосходящие корабли соседей. Объявленный в 1911 году международный конкурс проектов выиграл традиционный поставщик Чили — британская фирма «Армстронг». В том же году в Великобритании был заложен головной линкор проекта, в 1913 году заложили второй. Линкоры неоднократно меняли свои названия, но, в конечном счёте, стали линкорами типа «Альмиранте Латорре». Корабли должны были нести специально сконструированные «Армстронгом» орудия калибра 356 мм — десять пушек в пяти башнях. Проект стал наиболее совершенным из латиноамериканских линкоров, но в 1914 году британское правительство реквизировало оба корабля.
«Альмиранте Латорре» вошёл в состав Королевского флота как «Канада». После войны он прошёл капитальный ремонт и был выкуплен Чили в 1920 году. Что касается второго линкора, «Альмиранте Кохрейн», то его британцы решили перестроить в авианосец. До окончания военных действий работы завершить не удалось, и возник вопрос об обратной перестройке авианосца в линкор, тем более, что чилийцы не отказывались от своего заказа. В конечном счёте, затраты чилийцев компенсировали передачей подводных лодок и самолётов, а бывший линкор вошёл в состав британского флота как авианосец «Игл».
| Сравнительные ТТХ линкоров Аргентины, Бразилии и Чили |                               |                            |                             |                             |
|                                                       | «Ривадавия»                   | «Минас Жерайс»             | «Рио-де-Жанейро»            | «Альмиранте Латорре»        |
| Полное водоизмещение, т                               | 30 600                        | 21 200                     | 27 500                      | 32 120                      |
| Артиллерия главного калибра                           | 12 × 305-мм/50                | 12 × 305-мм/45             | 14 × 305-мм/50              | 10 × 356-мм/45              |
| Противоминный калибр                                  | 12 × 152-мм/50 16 × 102-мм/50 | 22 × 120-мм/50             | 20 × 152-мм/50              | 16 × 152-мм/50              |
| Бортовое бронирование, главный пояс мм                | 254 — 305                     | 229                        | 100 — 250                   | 100 — 230                   |
| Бронирование палуб, мм                                | 51                            | 25 — 65                    | 40 — 75                     | 25 — 100                    |
| Бронирование башен ГК, мм                             | 305                           | 229 — 305                  | до 250                      | до 250                      |
| Энергетическая установка                              | паротурбинная, 40 000 л. с.   | паромашинная, 23 500 л. с. | паротурбинная, 45 000 л. с. | паротурбинная, 37 000 л. с. |
| Максимальная скорость, узлов                          | 22,5                          | 21                         | 22                          | 22,75                       |

### Линкоры Японии
На опыте сражений русско-японской войны командование Императорского флота Японии убедилось, что 305-мм орудия броненосцев оказались наиболее эффективными средствами поражения крупных кораблей. В результате, был взят курс на строительство линейного флота оснащённого только тяжёлой артиллерией в качестве главного калибра. Первыми линкорами могли стать «Сацума» и «Аки», которые предполагалось оснастить единым 12" калибром. Но поскольку промышленность не могла быстро изготовить требуемое количество 305-мм пушек, корабли получили смешанное вооружение из 305-мм и 254-мм орудий. Таким образом, «Сацума» и «Аки» остались в классе броненосцев, хотя и очень мощных.
Первыми японскими линкорами с единым 305-мм главным калибром стали две единицы типа «Кавачи», заложенные в 1909 году. Проект оказался не вполне обычным. Шесть двухорудийных башен располагались по образцу немецких линкоров «Нассау» — по одной в оконечностях и по две по каждому борту. На борт могло стрелять лишь восемь стволов. Однако орудия в концевых и бортовых башнях были разной модели и отличались по баллистическим характеристикам, что крайне затрудняло корректировку огня на больших дистанциях. Итогом этого решения, вызванного стремлением к экономии, стало снижение реальной боевой мощи, из-за чего многие эксперты не считали тип «Кавачи» полноценными линкорами.
Следующие линкоры японского флота создавались под влиянием проекта линейного крейсера «Конго», разработанного и построенного британской компанией «Виккерс». Тип «Фусо» проектировался при технической помощи этой фирмы и стал первым полноценным дредноутом императорского флота. Будучи сопоставимым по размерам с «Конго», «Фусо» нёс 12 356-мм орудий вместо восьми, причём все они могли стрелять на борт, его броневая защита также существенно усилилась. Платой за эти преимущества стала значительно менее мощная энергетическая установка, но скорость 22,5 узла считалась в то время очень приличной для линкора. Два корабля типа «Фусо» были заложены в 1912—1913 годах.
Серия из двух линкоров типа «Исэ», заложенных в 1915 году, стала развитием типа «Фусо». От своих прототипов они отличались иным расположением башен главного калибра, сделанного с целью лучшей защиты погребов боеприпасов, некоторыми изменениями в распределении брони и противоминной артиллерией уменьшенного калибра, введённой с учётом физических возможностей японских комендоров. Эти линкоры стали одними из самых мощных кораблей мира, вступивших в строй в ходе Первой мировой войны.
Последними японскими линкорами, заложенными в годы войны стали две единицы типа «Нагато». Проект создавался как быстроходный линкор по образцу британского «Куин Элизабет». Их система бронирования сочетала в себе признаки традиционной (дифференцированное прикрытие максимальной площади борта) и американской системы («всё или ничего»). В сравнении с прототипом «Нагато» имел более мощную артиллерию, состоявшую из 410-мм орудий и превосходство в скорости хода, причём последнее держалось в строгом секрете. Линкор «Нагато» внешне разительно отличались от ранее построенных линкоров. Седловатая палуба, наклонённый вперёд, ложкообразный в верхней части форштевень, высокие мачты — стали отличительной чертой нового линкора. Заложенные в 1917—1918 годах, они вступили в строй уже после войны и упорных дипломатических переговоров. В момент вступления в строй это были сильнейшие линкоры и ни один корабль в мире не мог сравниться с ними таким сочетанием скорости, брони и мощи залпа. В нараставшей гонке морских вооружений японские кораблестроители смогли опередить своих американских оппонентов. «Мериленд» — первый американский линкор с 406-мм артиллерией спроектировали чуть позднее, и вступил он в состав флота в июле 1921 года — спустя восемь месяцев после вступления в строй «Нагато».
| Сравнительные ТТХ японских линкоров Первой мировой войны |                                   |                             |                             |                             |
|                                                          | «Кавачи»                          | «Фусо»                      | «Исэ»                       | «Нагато»                    |
| Полное водоизмещение, т                                  | 22 900                            | 34 700                      | 36 500                      | 38 500                      |
| Артиллерия главного калибра                              | 4×305-мм/50 8×305-мм/45           | 12×356-мм/45                | 12×356-мм/45                | 8×410-мм/45                 |
| Противоминный калибр                                     | 10×152-мм 8×120-мм/40 12×76-мм/40 | 16×152-мм/50                | 20×140-мм/50                | 20×140-мм/50                |
| Бортовое бронирование, главный пояс мм                   | 102 — 305                         | 102 — 305                   | 102 — 305                   | 102 — 305                   |
| Бронирование палуб, мм                                   | 30                                | 30 — 76                     | 35+32 — 55                  | 70 + 50                     |
| Бронирование башен ГК, мм                                | до 280                            | 203 — 305                   | 203 — 305                   | 203 — 356                   |
| Энергетическая установка                                 | паротурбинная, 25 000 л. с.       | паротурбинная, 40 000 л. с. | паротурбинная, 45 000 л. с. | паротурбинная, 80 000 л. с. |
| Максимальная скорость, узлов                             | 20                                | 22,5                        | 23                          | 26,5                        |

## Линейные крейсера
Линейные крейсера, появившиеся в конце 1900-х годов, стали дальнейшим развитием броненосных крейсеров. Переоценка результатов деятельности крейсерского отряда адмирала Камимуры в ходе русско-японской войны, вызвала у адмиралов ряда стран желание создать тип корабля, который соответствовал бы линкорам так же, как броненосные крейсера броненосцам. Специальный комитет британского Адмиралтейства под руководством адмирала Фишера пришёл к выводу о необходимости установки на новые корабли орудий максимально доступного тогда калибра — 305 мм. Стремление обеспечить заметно более высокую, чем у «Дредноута» скорость, при ограниченном водоизмещении привело к существенному ослаблению броневой защиты. Так появились родоначальники нового класса — линейные крейсера типа «Инвинсибл» (англ. Invincible), вступившие в строй в 1908—1909 годах.
Первоначально новые корабли именовались эскадренными крейсерами, но к моменту вступления в строй получили классификацию «линейных крейсеров» (англ. battlecruiser). На новый класс возлагались следующие задачи:
• Разведка боем;
• Поддержка и содействие меньшим крейсерам-разведчикам;
• Самостоятельные экспедиции с целью окружить вражеские рейдеры;
• Преследование отступающего флота врага и по возможности постановка его в безвыходное положение путём сосредоточения огня на отставших кораблях;
• Быстрое окружение противника в ходе боевых действий.
Военно-морская общественность приняла новый класс capital ships неоднозначно, особые нарекания вызывала слабая и неполная броневая защита. Тем не менее, британский флот продолжил развитие этого типа, построив сначала 3 крейсера типа «Индефатигебл» (англ. Indefatigable) — усовершенствованной версии «Инвинсибла», а затем перешёл к постройке линейных крейсеров с артиллерией калибра 343 мм. Ими стали 3 крейсера типа «Лайон» (англ. Lion), а также построенный в единственном экземпляре «Тайгер» (англ. Tiger). Эти корабли уже превзошли современные им линкоры по размерам, были весьма быстроходны, но их бронирование, хотя и усилилось в сравнении с «Инвинсиблом», все равно не отвечало требованиям боя с аналогично вооружённым противником.
Уже в ходе Первой мировой войны, англичане продолжили строительство линейных крейсеров в соответствии с концепцией вернувшегося к руководству Фишера — максимально возможная скорость в сочетании с максимально сильным вооружением, но при слабом бронировании. В результате Королевский флот получил 2 линейных крейсера типа «Ринаун», а также 2 лёгких линейных крейсера типа «Корейджес» и 1 типа «Фьюриэс», причём последний начали перестраивать в полуавианосец ещё до ввода в строй. Последним линейным крейсером Великобритании, введённым в строй, стал «Худ», причём его проект был значительно изменён после неудачного для британских линейных крейсеров Ютландского боя. Бронирование корабля резко усилили, и он фактически стал линкором-крейсером, то есть полноценным линейным крейсером.
Заметно иной подход к проектированию линейных крейсеров применили германские военные судостроители. В определённой степени жертвуя мореходностью, дальностью плавания и даже огневой мощью, они уделяли очень большое внимание живучести (в том числе бронезащите) своих линейных крейсеров. Уже первый германский линейный крейсер «Фон-дер-Танн» (нем. Von der Tann), уступая «Инвинсиблу» в весе бортового залпа, заметно превосходил британские аналоги в защищённости.
В дальнейшем, развивая удачный проект, Германия ввела в состав своего флота линейные крейсера типа «Мольтке» (нем. Moltke) (2 единицы) и их усовершенствованный вариант — «Зейдлиц» (нем. Seydlitz). Затем германский флот пополнился линейными крейсерами с артиллерией калибра 305-мм, против 280-мм на ранних кораблях. Ими стали «Дерфлингер» (нем. Derfflinger), «Лютцов» (нем. Lützow) и «Гинденбург» (нем. Hindenburg) — по мнению экспертов, самые удачные линейные крейсера времён Первой мировой войны.
Уже в ходе войны, немцы заложили 4 линейных крейсера типа «Макензен» (нем. Mackensen) и 3 типа «Эрзац Йорк» (нем. Ersatz Yorck). Первые несли артиллерию калибра 350-мм, на вторых планировали установить 380-мм орудия. Оба типа отличались мощной броневой защитой при умеренной скорости хода, но до конца войны ни один из строившихся кораблей в строй не вошёл.
Линейные крейсера пожелали также иметь Япония и Россия. Японский флот получил в 1913—1915 годах 4 корабля типа «Конго» (яп. 金剛) — мощно вооружённых, быстроходных, но слабо защищённых. Российский императорский флот строил 4 единицы типа «Измаил», отличавшихся очень мощным вооружением, достойной скоростью и неплохой защитой, превосходя во всех отношениях линкоры типа «Гангут». Первые 3 корабля спустили на воду в 1915 году, но в дальнейшем, в связи с трудностями военных лет, их постройка резко замедлилась и, в конечном счёте была прекращена.

## Линкоры в Первой мировой войне
Во время первой мировой войны немецкий «Хохзеефлотте» — Флот открытого моря и английский «Гранд флит» провели большую часть времени на своих базах, так как стратегическое значение кораблей казалось слишком большим, чтобы рисковать ими в бою. Единственное в этой войне боевое столкновение флотов линкоров (Ютландское сражение) состоялось 31 мая 1916 года. Немецкий флот намеревался выманить из баз и разбить по частям английский флот, но англичане, разгадав замысел, вывели в море весь свой флот. Столкнувшись с превосходящими силами, немцы были вынуждены отступить, несколько раз избегнув попадания в ловушку и потеряв несколько своих кораблей (11 против 14 английских). Однако после этого до самого конца войны Флот открытого моря был вынужден оставаться у берегов Германии.
Всего же в ходе войны ни один линкор не пошёл на дно только от артиллерийского огня, лишь три английских линейных крейсера погибли из-за слабости защиты в ходе Ютландского боя. Главный же урон (22 погибших корабля) линкорам нанесли минные заграждения и торпеды подлодок, предвосхищая будущее значение подводного флота.
Российские линкоры в морских сражениях не участвовали — на Балтике они стояли в гаванях, связанные минно-торпедной угрозой, а на Чёрном море у них не было достойных соперников, и их роль свелась к артиллерийским бомбардировкам. Исключение составляет бой линкора «Императрица Екатерина Великая» с линейным крейсером «Гебен», в ходе которого «Гебен», получив повреждения от огня российского линкора, сумел сохранить преимущество в скорости и ушёл в Босфор. Линкор «Императрица Мария» погиб в 1916 году от взрыва боезапаса в гавани Севастополя по неустановленной причине.

## Развитие класса линкоров в первые годы после Первой мировой войны
Первая мировая война не положила конец гонке морских вооружений, ибо на место европейских держав в качестве обладателей наибольших флотов встали практически не участвовавшие в войне США и Япония. После постройки новейших супердредноутов типа «Исэ» японцы окончательно уверовали в возможности своей кораблестроительной промышленности и стали готовить свой флот к войне за господство на Тихом океане. Проявлением этих устремлений стала амбициозная программа «8+8», предусматривавшая постройку 8 новейших линкоров и 8 не менее мощных линейных крейсеров, с 410 мм и 460 мм пушками. Первая пара кораблей типа «Нагато» уже было спущена на воду, два линейных крейсера (с 5×2×410 мм) стояли на стапелях, когда обеспокоенные этим американцы приняли симметричные меры — программу строительства 10 новых линкоров и 6 линейных крейсеров, не считая более мелких кораблей. Изрядно обедневшая в результате войны Англия также не желала отставать и запланировала постройку кораблей типа «G-3» и «N-3», хотя уже и не могла поддерживать «двойной стандарт». Однако подобная нагрузка на бюджеты супердержав того времени была крайне нежелательной в послевоенной обстановке, и все были готовы на уступки ради сохранения имеющегося положения.

## Вашингтонское морское соглашение
6 февраля 1922 года США, Великобритания, Франция, Италия и Япония заключили Вашингтонское соглашение об ограничении морских вооружений. Страны, подписавшие соглашение, сохраняли самые современные на момент подписания корабли (Японии удалось отстоять фактически достраиваемый на момент подписания «Муцу»), только Англия могла построить три корабля с 406 мм орудиями главного калибра (так как таких кораблей в отличие от Японии и США не имела), находящиеся в строительстве, в том числе и 18" и 460 мм орудиями, не достраивались в качестве артиллерийских кораблей (в основном переделаны в авианосцы). Стандартное водоизмещение любого нового военного корабля ограничивалось 35 560 тоннами, максимальный калибр орудий не должен был превышать 356 мм (впоследствии увеличенный, потом после отказа продлевать соглашение Японией, до 406 мм с увеличением водоизмещения до 45 000 т). Кроме того, для каждой из стран-участниц ограничивалось суммарное водоизмещение всех военных кораблей (533 000 тонн для США и Великобритании, 320 000 тонн для Японии и 178 000 тонн для Италии и Франции).
При заключении соглашения Англия ориентировалась на характеристики своих кораблей типа «Куин Элизабет», которые со своими собратьями типа «R» составили основу английского флота. В Америке исходили из данных последних кораблей «стандартного типа» серии «Вест Вирджиния». Наиболее сильными кораблями японского флота стали близкие к ним быстроходные линкоры типа «Нагато».
Соглашение установило «военно-морские каникулы», сроком на 10 лет, когда не закладывалось крупных кораблей, исключение было сделано только для двух английских линкоров типа «Нельсон», ставших, таким образом, единственными кораблями, построенными со всеми ограничениями. Для этого пришлось кардинально переработать проект, разместив все три башни проекта G-3 в носовой части корпуса и ограничиться двухвальной силовой установкой.
Наиболее обделённой стороной себя сочла Япония (хотя в производстве 460 мм орудий они существенно отставали от уже готовых и испытанных 18" стволов Британии и США — отказ последних от их применения на новых кораблях был стране восходящего солнца на руку), выделенный которой лимит водоизмещения 3:5 в пользу Англии или США, согласно воззрениям того времени, не позволял противодействовать наступательным действиям последних.
Кроме того, японцы были вынуждены прекратить постройку уже заложенных крейсеров и линкоров новой программы. Однако, стремясь использовать корпуса, они переоборудовали их в авианосцы, небывалой доселе мощности. Так же поступили и американцы. Позже эти корабли ещё скажут своё слово.

## Линкоры 1930—1940-х годов
Действие соглашения продлилось до 1936 года, причём англичане пытались убедить всех ограничить размеры новых кораблей 26 тысячами тонн водоизмещения и 305 мм главного калибра. Однако на это согласились только французы при постройке пары малых линкоров типа «Дюнкерк», предназначенных для противодействия немецким карманным линкорам типа «Дойчланд», а также сами немцы, стремившиеся хоть как-то выйти из-под действия Версальского мира, и согласившиеся на подобные ограничения при строительстве кораблей типа «Шарнхорст», правда, не сдержав обещаний в отношении водоизмещения. После 1936 года гонка морских вооружений возобновилась, хотя формально корабли все ещё подчинялись ограничениям Вашингтонского соглашения. 30 июня 1938 года Великобритания, США и Франция подписали протокол об изменениях ко второму Лондонском договору, в котором максимальное стандартное водоизмещение линкора ограничивалось уже 45 000 дл. тонн, хотя подобное решение уже не играло никакой роли.
Корабли становились столь дорогими, что решение об их постройке становилось чисто политическим и часто лоббировалось промышленными кругами, с целью обеспечения заказами тяжёлой промышленности. Политическое руководство соглашалось с постройкой таких кораблей, надеясь обеспечить занятость рабочим судостроительной и других отраслей в годы Великой депрессии и последующего восстановления экономики.
Военные не спешили отказываться от проверенных решений и делать ставку на авиацию и подводные лодки, считая, что использование новейших достижений техники позволит новым быстроходным линкорам с успехом исполнять свои задачи в новых условиях. Наиболее заметными новинками на линкорах были внедрённые ещё на кораблях типа «Нельсон» редукторные установки, позволившие гребным винтам работать в наиболее выгодных режимах, а использование пара с более высокими параметрами позволило довести мощность одного агрегата до 40—70 тыс. л. с. Это позволило поднять скорость хода новых линкоров до 27—30 узлов и слить их с классом линейных крейсеров.
Для противодействия всё более возраставшей подводной угрозе на кораблях все больше увеличивались размеры зон противоторпедной защиты. Для защиты от снарядов, приходящих издалека, следовательно, под большим углом, а также от авиабомб, всё больше увеличивали толщину броневых палуб (до 160—200 мм), получивших разнесённую конструкцию. Широкое применение электросварки позволяло делать конструкцию не только более прочной, но и давало существенную экономию в весе. Артиллерия противоминного калибра перемещалась из боковых спонсонов в башни, где она имела большие углы обстрела. Постоянно увеличивалась численность зенитной артиллерии, разделившейся на крупнокалиберную и малокалиберную, для отражения атак, соответственно, на больших и малых дистанциях. Крупнокалиберная, а затем и малокалиберная артиллерия получили отдельные посты наведения. Была опробована идея универсального калибра, представлявшего собой скорострельные крупнокалиберные пушки с большими углами наведения, пригодного для отражения атак эсминцев и высотных бомбардировщиков.
Все корабли оснащались бортовыми разведывательными гидросамолётами с катапультами, а во второй половине 30-х англичане начали устанавливать на своих кораблях первые радары.
В распоряжении военных также оставалось немало кораблей конца «сверхдредноутной» эры, которые проходили модернизацию, чтобы соответствовать новым требованиям. Они получали новые машинные установки взамен старых, более мощные и компактные. Однако скорость их при этом не возрастала, а нередко даже падала, ввиду того, что корабли получали большие бортовые наделки в подводной части — були — призванные улучшить стойкость к подводным взрывам. Башни главного калибра получали новые, увеличенные амбразуры, позволявшие увеличить дальность стрельбы, так, дальность стрельбы 15-дюймовых пушек кораблей типа «Куин Элизабет» возросла со 116 до 160 кабельтовых.

### Линкоры Великобритании
Во время «линкорных каникул» Королевский флот активно занимался модернизацией своих устаревающих линкоров. Усиливалось бронирование, особенно на линейных крейсерах, устанавливались новые системы управления огнём, увеличивались углы возвышения орудий, что приводило к существенному повышению дальности стрельбы. Почти все корабли получили возможность запуска гидросамолётов, весьма заметно усилилась зенитная артиллерия. В некоторых случаях, объём модернизационных мероприятий оказывался столь велик, что в старом корпусе фактически строился новый корабль. Тем не менее, линейный флот Великобритании постепенно устаревал.
К разработке своих новых линкоров британцы приступили ещё в 1928 году, однако работы были вскоре прекращены по внутриполитическим причинам. К вопросу вернулись лишь в 1933 году, имея в виду создание линкора договорного водоизмещения. Было предложено множество вариантов, но не один из них не удовлетворил флот. К 1935 году был разработан вариант линкора с орудиями калибра 381 мм, утверждённый Адмиралтейством, но желая удержать договорные параметры, правительство настояло на снижении калибра. К 1936 году был готов проект с 12-ю 356-мм орудиями в четырёхорудийных башнях, но необходимость усиления бронирования для противодействия более крупным иностранным пушкам вынудила сократить количество орудий главного калибра до 10. Несмотря на резкую критику этого проекта в военно-морских кругах и парламенте, первые два линкора типа «Кинг Джордж V» были заказаны в 1936 году, а ещё три чуть позже. Все пять единиц заложили в 1937 году.
Проект получился неоднозначным. Хотя линкоры типа «Кинг Джордж V» показали свою способность противостоять германским одноклассникам, по огневой мощи они уступали почти всем линейным кораблям нового поколения. Был допущен ряд просчётов в конструировании, особенно в системе противоторпедной защиты, которая оказалась совершенно неудовлетворительной. Правильная, в принципе, идея оснащения линкоров универсальной артиллерией была обесценена низкими характеристиками 133-мм орудий как зенитных. Автоматы «пом-пом», применявшиеся как средство ближней ПВО, страдали от множества конструктивных недостатков. В целом, тип «Кинг Джордж V» оказался малоудачным.
Отказ Японии пролонгировать Второй Лондонский договор повышал лимит водоизмещения до 45 000 тонн, а калибр артиллерии до 406 мм. Однако в надежде оказать влияние на партнёров, Адмиралтейство ограничило водоизмещение цифрой 40 000 тонн. Проект «Лайон» был подготовлен к концу 1938 года, а в 1939 году заложили первые два из четырёх кораблей, предполагавшихся в серии. «Лайон» разрабатывался на основе проекта «Кинг Джордж V», но корпус был удлинён, а мощность машин увеличена, что позволило повысить скорость. Практически полностью сохранялась совершенно неудовлетворительная подводная защита. Бронирование было несколько усилено, но главным отличием стала артиллерия главного калибра. Линкоры должны были вооружаться девятью 406-мм орудиями в трёхорудийных башнях. Прочее вооружение повторяло «Кинг Джордж V». Осенью 1939 года строительство линкоров приостановили, считая, что до окончания военных действий они всё равно не успеют войти в строй, а в начале 1940 года строительство окончательно прекратили.
Несмотря на это, британский флот всё-таки получил один линкор военной закладки. История появления «Вэнгарда» была достаточно необычной, так как представляла собой паллиативное решение. На складах имелись орудийные башни с пушками калибра 381 мм, снятые с лёгких линейных крейсеров «Корейджес» и «Глориес» при их перестройке в авианосцы. Возникла идея установить эти надёжные, хотя и несколько устаревшие системы на вновь построенный корпус и таким образом быстро получить новый линкор, хотя и с ограниченными возможностями. Проектирование началось в 1939 году, а в 1941 году «Вэнгард» был заложен, с расчётом на вступление в строй в 1944 году.
Конструктивно корабль напоминал своих непосредственных предшественников, но с обилием улучшений, вызванных накоплением военного опыта. Мореходность оценивалась как наилучшая среди всех линкоров Второй мировой войны, было установлено много нового оборудования, зенитные средства ближней зоны были представлены эффективными автоматами «Бофорс». В целом, хотя «Вэнгард» и уступал лучшим зарубежным аналогам по огневой мощи, с задачей построить неплохой линкор за приемлемую цену британцы справились. Однако не смогли справиться с другой — построить такой корабль быстро. Несмотря на все усилия «Вэнгард» не попал на Вторую мировую войну и вошёл в строй лишь в 1946 году, став последним линкором Королевского флота.
| Сравнительные ТТХ британских линкоров Второй мировой войны |                              |                              |                              |
|                                                            | «Кинг Джордж V»              | «Лайон»                      | «Вэнгард»                    |
| Полное водоизмещение, т                                    | 42 076                       | 46 400                       | 51 420                       |
| Артиллерия главного калибра                                | 10×356-мм/45                 | 9×406-мм/40                  | 8×381-мм/42                  |
| Универсальный калибр                                       | 16×133-мм/50                 | 16×133-мм/50                 | 16×133-мм/50                 |
| Зенитный калибр                                            | 32×40-мм/40                  | 48×40-мм/40                  | 73×40-мм/56                  |
| Бортовое бронирование, главный пояс мм                     | 356 — 381                    | 381                          | 343 — 356                    |
| Бронирование палуб, мм                                     | 127 — 152                    | 150+37                       | 127 — 152                    |
| Бронирование башен ГК, мм                                  | 149 — 324                    | 150 — 374                    | 152 — 330                    |
| Энергетическая установка                                   | паротурбинная, 110 000 л. с. | паротурбинная, 130 000 л. с. | паротурбинная, 130 000 л. с. |
| Максимальная скорость, узлов                               | 28,5                         | 30                           | 29,5                         |

### Линкоры Германии
После окончания Первой мировой войны военно-морские силы Веймарской республики — рейхсмарине, были ограничены положениями Версальского договора. В частности, водоизмещение кораблей не могло превышать 10 000 тонн, а калибр артиллерии — 280 мм. Тем не менее, руководство германского флота вынашивало планы активных действий против превосходящих сил потенциальных противников в рамках доктрины «крейсерской войны», которая получила официальное признание после назначения начальником морского командования адмирала Э. Редера. В рамках этой концепции были построены первые крупные корабли нового немецкого флота — «карманные линкоры» типа «Дойчланд», числившиеся по политическим мотивам броненосцами, но фактически бывшие нестандартными тяжёлыми крейсерами, предназначенные для действий на коммуникациях. Появление «Дюнкерка» сделало «дойчланды» морально устаревшими кораблями. Была сделана попытка создать на базе «карманного линкора» более мощную боевую единицу. В 1934 году были заложены четвёртый и пятый «броненосцы», ставшие развитием типа «Дойчланд». Их водоизмещение вдвое превышало версальский лимит, но противостоять «Дюнкерку» они всё равно не могли.
После прихода в 1933 году к власти в Германии А. Гитлера направление развития флота первоначально не поменялось. 18 июня 1935 года было подписано англо-германское морское соглашение, согласно которому Германия теперь могла строить корабли любых классов. Среди прочего, Кригсмарине получили право на постройку пяти линкоров. В рамках программы возрождения флота вместо прекращённых строительством «броненосцев» были заложены «Шарнхорст» и «Гнейзенау». По сути, они были значительно увеличенной версией крейсеров типа «Дойчланд». Новые корабли получили мощную броневую защиту, имели высокую скорость, но калибр их артиллерии был сравнительно небольшим. В Кригсмарине они именовались линкорами, но фактически были линейными крейсерами. Оба линкора были заложены в 1935 году.
К исследованиям по проекту следующего типа линкоров германский флот приступил ещё в 1932 году. Уже вариант с 350-мм артиллерией, подготовленный к 1935 году, превысил договорной лимит, но по политическим мотивам немцы заявляли, что стандартное водоизмещение составит 35 000 тонн. 9 мая 1935 года Редер приказал строить линкоры с 380-мм артиллерией, хотя предвиделись большие трудности с базированием. «Бисмарк» заложили в 1935 году, «Тирпиц» в 1936 году. Спроектированные в традиционном немецком стиле, для боя на сравнительно небольших дистанциях, они несли много брони. Их вертикальное бронирование было почти невозможно поразить настильным огнём, но с горизонтальной защитой обстояло гораздо хуже. Артиллерия линкоров также предназначалась для боя на дистанциях до 20 км. К числу явных недостатков проекта относилось разделение средней артиллерии на противоминную и зенитную, но последняя в целом была неплоха. Зато энергетическая установка, как и у многих других немецких кораблей, оказалась ненадёжной. В целом, линкоры типа «Бисмарк» соответствовали поставленным задачам, но исключительными боевыми качествами не обладали.
Последними реально заложенными линкорами Кригсмарине стали корабли типа «H». На конструкцию этих линкоров повлияло стремление германского командования использовать крупные корабли в качестве рейдеров. Требования предусматривали обеспечение дальности плавания на уровне «карманных линкоров», что вынудило обратиться к дизельной энергетической установке. Бронирование оказалось несколько ослабленным, зато вооружение включало 406-мм орудия SKC/34. Прочее вооружение в целом повторяло тип «Бисмарк». 12 дизелей должны были обеспечить скорость более 30 узлов и дальность плавания 16 000 миль на 19 узлах.
18 января 1939 года А. Гитлер утвердил постройку шести линкоров этого типа, а в июле и сентябре того же года были заложены линкоры под шифрами «H» и «J». С началом Второй мировой войны работы были прекращены в декабре 1939 года и более не возобновлялись. Уже выставленные на стапелях конструкции разобрали спустя два года.
| Сравнительные ТТХ германских линкоров Второй мировой войны |                                     |                                      |                                      |
|                                                            | «Шарнхорст»                         | «Бисмарк»                            | тип H                                |
| Полное водоизмещение, т                                    | 37 224 — 37 303                     | 50 900 — 52 600                      | 65 592                               |
| Артиллерия главного калибра                                | 9×283-мм/54                         | 8×380-мм/52                          | 8×406-мм/50                          |
| Противоминная артиллерия                                   | 12×150-мм/55                        | 12×150-мм/55                         | 12×150-мм/55                         |
| Зенитная артиллерия                                        | 14×105-мм/65 16×37-мм/83 8×20-мм/65 | 16×105-мм/65 16×37-мм/83 12×20-мм/65 | 16×105-мм/65 16×37-мм/83 32×20-мм/65 |
| Бортовое бронирование, главный пояс мм                     | 350                                 | 320                                  | 170 — 300                            |
| Бронирование палуб, мм                                     | 50 + 80 — 105                       | 50 — 80 + 80 — 95                    | 50 — 60 + 100—120                    |
| Бронирование башен ГК, мм                                  | 150 — 360                           | 130 — 360                            | 180 — 400                            |
| Энергетическая установка                                   | паротурбинная, 160 000 л. с.        | паротурбинная, 138 000 л. с.         | дизельная, 165 000 л. с.             |
| Максимальная скорость, узлов                               | 32                                  | 29                                   | 30,4                                 |

### Линкоры Франции
Вашингтонское соглашение оговаривало, что в качестве компенсации за отказ от достройки всех заложенных до Первой мировой войны линкоров, Франция может начать строительство одного линкора в 1927 году и ещё одного в 1929 году. К проектированию новых капитальных кораблей французы приступили в 1926 году, создав проект линейного крейсера водоизмещением 17 500 тонн. Корабль должен был вооружаться восемью 305-мм орудиями, развивать скорость до 36 узлов, но его бронирование рассчитывалось лишь на защиту от огня тяжёлых крейсеров.
На дальнейший ход программы повлияло известие о предполагаемом строительстве в Германии кораблей типа «Дойчланд». Теперь французский флот желал получить боевые единицы, способные догнать и гарантированно уничтожить «карманные линкоры». Проект был подготовлен к 1931 году и 19 июля 1931 года французский парламент санкционировал постройку «Дюнкерка» несмотря на сопротивление депутатов, предпочитавших тратить средства на линию Мажино. Однако когда Б. Муссолини в 1934 году объявил об итальянских планах строительства новых линкоров, деньги на второй корабль типа «Дюнкерк» выделили без промедления. «Дюнкерк» и «Страсбург» вошли в состав флота в 1936 и 1939 годах.
Корабли типа «Дюнкерк» стали первыми линкорами нового поколения. Их отличало вооружение, расположенное в носу, в четырёхорудийных башнях, наличие универсальной артиллерии, хорошая противоторпедная защита, высокая скорость хода. Вместе с тем, проект, созданный в условиях политических и финансовых ограничений, имел и ряд серьёзных недостатков, главным из которых была относительно слабая броневая защита, неспособная противостоять тяжёлым снарядам. Хотя во французском флоте «дюнкерки» числились линкорами, фактически они были линейными крейсерами и для боя с полноценными линкорами не годились.
Несмотря на заказ «Страсбурга» руководство флота не считало свои силы достаточными для противостояния будущим итальянским линкорам и в 1934 году начало работу над проектом более мощного корабля. Линейные корабли типа «Ришелье» разрабатывались на базе проекта «Дюнкерк» и были очень похожи внешне. Общая компоновка сохранилась, но калибр артиллерии вырос, броня усилилась, противоторпедная защита улучшилась. По совокупности боевых качеств корабли типа «Ришелье» считались возможно лучшими линкорами из числа построенных в рамках договорных ограничений. К числу проблемных сторон проекта относились перегрузка, ограниченный, как и на «Дюнкерке», сектор обстрела главного калибра, а также неудовлетворительность 152-мм орудий в качестве универсальных.
«Ришелье» заложили в 1935 году, «Жан Бар» в 1936 году. Рост военно-морской угрозы вынудил французов продолжить строительство серии и в 1939 году был заложен линкор «Клемансо». На четвёртом линкоре — «Гасконь» решили изменить компоновку — теперь башни главного калибра должны были располагаться по одной в оконечностях. Заложить корабль не успели, хотя в 1940 году даже вынашивались планы построить ещё два линкора по типу «Гасконь». Кроме того, разрабатывался и проект «Эльзас» с увеличенным водоизмещением и вооружением из девяти 406-мм орудий или 12 380-мм, но ход военных действий не позволил продолжить работы.
| Сравнительные ТТХ французских линкоров Второй мировой войны |                                          |                                              |
|                                                             | «Дюнкерк»                                | «Ришелье»                                    |
| Полное водоизмещение, т                                     | 34 884 — 36 380                          | 47 548 — 49 850                              |
| Артиллерия главного калибра                                 | 8×330-мм/52                              | 8×380-мм/45                                  |
| Универсальная артиллерия                                    | 16×130-мм/45                             | 9×152-мм/55                                  |
| Зенитная артиллерия                                         | 8 — 10×37-мм/50 24 — 32×13,2-мм пулемёта | 12×100-мм/45 12×37-мм/50 24×13,2-мм пулемёта |
| Бортовое бронирование, главный пояс мм                      | 225 или 283                              | 330                                          |
| Бронирование палуб, мм                                      | 115 — 130                                | 150 — 170                                    |
| Бронирование башен ГК, мм                                   | 150 — 330 или 160—360                    | 170 — 430                                    |
| Энергетическая установка                                    | паротурбинная, 110 960 или 112 000 л. с. | паротурбинная, 150 000 л. с.                 |
| Максимальная скорость, узлов                                | 29,5                                     | 31,5                                         |

### Линкоры Италии
Хотя Италия согласно международным соглашениям имела право построить новые линейные корабли в пределах 70 000 тонн, воспользоваться своим правом она не спешила. Главный потенциальный противник — Франция, имела столь же устаревшие линкоры. Ситуация изменилась с закладкой французами линейного крейсера «Дюнкерк», который заметно превосходил итальянские линкоры в скорости и огневой мощи.
Не располагая готовым проектом нового линкора, итальянский флот принял решение о радикальной модернизации двух линкоров типа «Конте ди Кавур». При этом заменялось порядка 60 % конструкций. Корпуса линкоров был удлинены, архитектура радикально изменена. Среднюю башню главного калибра сняли, на оставшихся орудиях рассверлили стволы для увеличения калибра. Линкоры получили новую противоминную и зенитную артиллерию, систему противоторпедной защиты, а мощность силовой установки выросла в 2,5 раза. Фактически, были построены новые линкоры на базе прежних. В строй они вступили в 1936—1937 годах. В результате получились корабли, способные противостоять «Дюнкерку» и уйти от более мощных линкоров постройки 1910-х годов. По образцу этой пары были также перестроены два линкора типа «Андреа Дориа». Основным отличием этого модернизационного проекта стало применение вновь разработанных противоминных и зенитных орудий. В строй они вступили в 1940 году.
Одновременно с перестройкой старых линкоров итальянцы вели работы по созданию совершенно нового проекта. Первые два линкора типа «Литторио» были заложены в 1934 году, причём их стандартное водоизмещение было заметно больше договорных 35 000 тонн, но данный факт было приказано скрыть от общественности. Следующие два линкора первоначально собирались построить по новому проекту с 406-мм артиллерией, но, в конечном счёте, флот предпочёл заказать ещё два корабля типа «Литторио», которые были заложены в 1938 году. «Литторио», «Витторио Венето» и «Рома» вошли в строй уже в ходе Второй мировой войны, «Имперо» остался недостроенным.
Проект «Литторио» отличался сравнительно высокими боевыми качествами. Корабли получились быстроходными, хорошо вооружёнными и неплохо защищёнными, хотя палубное бронирование было не вполне адекватным. Также отмечалась слабость зенитной артиллерии. Тем не менее, в лице этих линкоров «Реджа Марина» получила мощную боевую силу и речь шла лишь о способности правильно её использовать.
| Сравнительные ТТХ итальянских линкоров Второй мировой войны |                                             |                                  |                                       |
|                                                             | Модернизированный «Конте ди Кавур»          | Модернизированный «Андреа Дориа» | «Литторио»                            |
| Полное водоизмещение, т                                     | 29 032                                      | 28 882 — 29 391                  | 45 029 — 45 485                       |
| Артиллерия главного калибра                                 | 10×320-мм/44                                | 10×320-мм/44                     | 9×381-мм/50                           |
| Противоминная артиллерия                                    | 12×120-мм/50                                | 12×135-мм/45                     | 12×152-мм/55                          |
| Зенитная артиллерия                                         | 8×100-мм/47 12×37-мм/54 12×13,2-мм пулемёта | 10×90-мм/50 12×37-мм/54 16×20-мм | 12×90-мм/50 20×37-мм/54 16 — 28×20-мм |
| Бортовое бронирование, главный пояс мм                      | 220 — 250                                   | 220 — 250                        | 70+280                                |
| Бронирование палуб, мм                                      | 44+80 — 100                                 | 44+80 — 100                      | 45+90 — 162                           |
| Бронирование башен ГК, мм                                   | 280                                         | 280                              | 280 — 350                             |
| Энергетическая установка                                    | паротурбинная, 75 000 л. с.                 | паротурбинная, 75 000 л. с.      | паротурбинная, 130 000 л. с.          |
| Максимальная скорость, узлов                                | 27                                          | 26                               | 30                                    |

### Линкоры СССР
Вплоть до начала 1930-х годов вопрос о создании мощных ВМС военно-политическим руководством СССР всерьёз не рассматривался, а строительство новых линкоров представлялось дорогостоящим излишеством. Проводилась лишь модернизация на трёх оставшихся в строю линкорах типа «Гангут». Устанавливались новые котлы с переводом на чисто нефтяное отопление, изменялась корабельная архитектура, усиливалось зенитное вооружение. На линкоре «Парижская коммуна» (бывший «Севастополь») кроме этого усилили палубное бронирование и увеличили угол подъёма орудий главного калибра, что позволило повысить дальность стрельбы. Тем не менее, даже будучи модернизированными, линкоры этого типа безнадёжно устарели к началу Второй мировой войны.
Лишь в декабре 1935 года в рамках программы создания «Большого флота» И. В. Сталин дал указания о разработке проекта нового линкора. При этом Военно-Морские силы РККА изначально ориентировались на создание двух типов линкоров — умеренного водоизмещения, предназначенного для закрытых морских театров и большого, который должен был превзойти все существующие и перспективные зарубежные линейные корабли. Официально задание на разработку линкоров для Балтийского и Тихоокеанского флота было выдано 21 февраля 1936 года. В ходе проектирования была сделана попытка удержать водоизмещение будущих кораблей в пределах 35 000 тонн, с учётом перспектив заключения англо-советского морского соглашения. Итогом стало появление проектов линкоров типа «А», водоизмещением 35 000 тонн, а также типа «Б» — 26 000 тонн. Однако в дальнейшем от соблюдения каких-либо ограничений отказались, учитывая, что подобные действия планировали и вероятные противники СССР. От проекта линкора типа «Б» окончательно отказались, решив строить вместо этого тяжёлые крейсера проекта 69, фактически бывшие линейными.
Линкоры типа «Советский Союз» (проект 23) должны были стать самыми большими и сильными в мире, чему важное значение придавал И. В. Сталин. Первоначально планировали построить 15 линкоров этого типа, но с учётом реалий программу скорректировали до четырёх единиц. Головной линкор «Советский Союз» заложили, не дожидаясь утверждения технического проекта, 15 июля 1938 года. В том же году заложили «Советскую Украину», в 1939 году «Советскую Белоруссию» и в 1940 году «Советскую Россию».
Линкоры типа «Советский Союз» относились к числу наиболее сильных кораблей своего класса. По огневой мощи главного калибра они уступали лишь линкорам типов «Ямато» и «Монтана». На должном уровне находилась и противоминная артиллерия. Однако зенитное вооружение линкоров было весьма слабым, в сравнении с зарубежными одноклассниками. По броневой и подводной защите советский проект также уступал лишь «Ямато» и «Монтане». Скорость «Советского Союза» была удовлетворительной, но дальность плавания незначительной. В целом, будучи построенными, эти корабли стали бы одними из лучших линкоров мира.
При строительстве линкоров советская промышленность столкнулась с большими трудностями. Недостаточный уровень развития многих отраслей вынудил к обращению за иностранной технической помощью, а само строительство шло с большим отставанием от утверждённых графиков. К 22 июня 1941 года наибольшую степень готовности имели первые два корабля — 21 % и 18 % соответственно. Начало Великой Отечественной войны привело к прекращению постройки, официально оформленному 10 июля 1941 года.
| ТТХ линкоров типа «Советский Союз»     |                              |
| Полное водоизмещение, т                | 65 150                       |
| Артиллерия главного калибра            | 9×406-мм/50                  |
| Противоминная артиллерия               | 12×152-мм/57                 |
| Зенитная артиллерия                    | 12×100-мм/56 32×37-мм/67     |
| Бортовое бронирование, главный пояс мм | 375 — 420                    |
| Бронирование палуб, мм                 | 25+155+50                    |
| Бронирование башен ГК, мм              | 230 — 495                    |
| Энергетическая установка               | паротурбинная, 201 000 л. с. |
| Максимальная скорость, узлов           | 28                           |

### Линкоры США
К конструированию своих первых поствашингтонских линкоров американский флот приступил в 1928 году. Проектирование велось с большими трудностями, связанными как с невозможностью сочетать мощное вооружение, адекватное бронирование и высокую скорость в пределах договорного водоизмещения 35 000 тонн, так и со специфическими американскими проблемами — наличием большого количества линкоров со скоростью 21 узел и требованием прохождения Панамским каналом, который не мог пропускать корабли шире, чем 32,8 м.
Первоначально флот склонялся к линкору хорошо вооружённому и защищённому, но со скоростью 22-23 узла. Проекты линкоров со скоростью 30 узлов признавались слишком слабо бронированными. Однако командование Тихоокеанского флота США настаивало на создании быстроходных линкоров, способных взаимодействовать с авианосцами и бороться с японскими линейными крейсерами типа «Конго». В результате, был создан проект корабля с умеренной защитой, «промежуточной» скоростью 27,5 узла и вооружением из 12-ти 356-мм орудий в четырёхорудийных башнях. Уже после начала постройки 356-мм орудия заменили на 406-мм в трёхорудийных башнях. Пара линкоров типа «Норт Кэролайн» была заложена в 1938—1939 годах.
Хотя линкоры получились сравнительно удачными в рамках договорных ограничений, американские адмиралы не считали их вполне удовлетворительными. Нарекания вызывала не только умеренная скорость, но и недостаточно мощная броневая защита, особенно от падающих недалеко от борта снарядов. Система противоторпедной защиты также считалась слабой. Несомненным достоинством новых кораблей стала универсальная артиллерия, состоявшая из удачных 127-мм орудий, что выводило линкоры типа «Норт Кэролайн» на новый уровень обеспечения ПВО.
Ввиду недостатков проекта «Норт Кэролайн» американский флот пожелал получить в дальнейшем усовершенствованный проект. Он был подготовлен к концу 1938 года. На линкорах типа «Саут Дакота» удалось заметно сократить длину корпуса, а значит и длину бронированной цитадели, что позволило улучшить защиту. Повышение мощности машин сохранило прежнюю скорость, несмотря на более короткий корпус. Ценой этих достижений стали посредственная мореходность, теснота корабля, на котором пришлось ухудшить условия обитаемости экипажа, а также ослабление противоторпедной защиты. Вооружение линкоров в принципе осталось тем же, что и на типе «Норт Кэролайн». Четыре линкора типа «Саут Дакота» были заложены в 1939—1940 годах.
31 марта 1938 года США, Великобритания и Франция уведомили друг друга о намерении ввести в действие скользящую шкалу Второго лондонского договора о увеличении стандартного водоизмещения новых линкоров до 45 000 тонн. Теперь американский флот мог на законном основании строить гораздо более мощные корабли и приступил к исследованиям в двух направлениях — создание быстроходного линкора для взаимодействия с авианосцами и линкора с умеренной скоростью, но лучше вооружённого и защищённого.
Работы по созданию быстроходного линкора реализовались в проекте «Айова». Помимо сопровождения авианосных соединений, перед ними ставилась задача уничтожения линейных крейсеров типа «Конго», поскольку существовали опасения, что скорость этих кораблей после модернизации стала значительно больше, чем у типов «Норт Кэролайн» и «Саут Дакота». Стандартное водоизмещение линкоров типа «Айова» выросло более чем на 10 000 тонн, в сравнении с предшественниками, что позволило снабдить их мощной энергетической установкой, обеспечившей им рекордную в своём классе скорость. Броневая защита усилилась, а противоторпедная защита в точности повторяла применённую на «Саут Дакоте», оставаясь слабым местом в конструкции, а главным калибром стали новые 406-мм орудия с повышенной начальной скоростью снаряда.
В результате, были получены линкоры практически идеально вписывавшиеся в новый формат войны на море, где тяжёлым артиллерийским кораблям отводилась роль обеспечения устойчивости авианосных соединений. По мнению Балакина, хотя по огневой мощи «айовы» несколько уступали линкорам типа «Ямато», в целом, по совокупности характеристик, и особенно с учётом зенитной артиллерии, радаров и систем управления огнём, линкоры типа «Айова» стали лучшими линейными кораблями Второй мировой войны, из числа реально построенных. Другие авторы считают, что они всё же немного уступали японским гигантам. Четыре линкора этого типа были заложены в 1940—1941 годах и введены в строй в 1943—1944 годах. Ещё два заложили в 1942—1943 годах, но изменившиеся приоритеты привели к затягиванию строительства и их достройка была прекращена.
Разработка линкора с умеренной скоростью привела к созданию проекта «Монтана». В нём попытались устранить главный недостаток новых американских линкоров — относительно слабую защищённость. Бронирование было заметно усилено, особенно бортовой пояс, вооружение составляли 12 406-мм пушек в четырёх башнях. Скорость примерно соответствовала «Норт Кэролайн» и «Саут Дакоте», но даже стандартное водоизмещение превысило 60 000 тонн. Пять линкоров этого типа были заказаны уже в 1940 году, когда Конгресс США резко изменил свою ранее изоляционистскую позицию в связи с началом Второй мировой войны. Первые два линкора заложили в 1941 году, но постройка велась неспешно, так как ход войны на Тихом океане выявил решающую значимость авианосцев. В 1942 году строительство приостановили, а в 1943 году окончательно прекратили. Три последующих линкора серии даже не закладывались.
| Сравнительные ТТХ американских линкоров Второй мировой войны |                                  |                                           |                                |                              |
|                                                              | «Норт Кэролайн»                  | «Саут Дакота»                             | «Айова»                        | «Монтана»                    |
| Полное водоизмещение, т                                      | 44 379                           | 44 519                                    | 57 540                         | 70 500                       |
| Артиллерия главного калибра                                  | 9×406-мм/45                      | 9×406-мм/45                               | 9×406-мм/50                    | 12×406-мм/50                 |
| Универсальная артиллерия                                     | 20×127-мм/38                     | 20×127-мм/38                              | 20×127-мм/38                   | 20×127-мм/54                 |
| Зенитная артиллерия                                          | 16×28-мм/75 12×12,7-мм пулемётов | 28×28-мм/75 или 24×40-мм/56 12 — 16×20-мм | 60 — 80×40-мм/56 53 — 60×20-мм | 32×40-мм/56 20×20-мм         |
| Бортовое бронирование, главный пояс мм                       | 305                              | 310                                       | 307                            | 406                          |
| Бронирование палуб, мм                                       | 37+140                           | 37+146 — 154                              | 37+153 — 179                   | 52+152 — 187                 |
| Бронирование башен ГК, мм                                    | 249 — 406                        | 300 — 457                                 | 260 — 495                      | 254 — 571                    |
| Энергетическая установка                                     | паротурбинная, 121 000 л. с.     | паротурбинная, 130 000 л. с.              | паротурбинная, 212 000 л. с.   | паротурбинная, 172 000 л. с. |
| Максимальная скорость, узлов                                 | 27,5                             | 27,5                                      | 32,5                           | 28                           |

### Линкоры Японии
К предварительному проектированию своих новых линкоров японцы вернулись в 1930 году. Уже скоро стало ясно, что создать эффективный корабль в рамках договорного водоизмещения не представляется возможным. В 1934 году было принято секретное решение об отказе от соблюдения договорных ограничений и создании корабля максимально возможной мощи. При этом они исходили из предположения, что США не будут строить слишком крупные корабли из-за ограничений по прохождению Панамского канала. Не имея шансов состязаться с США в количестве линкоров, японцы решили получить решающее качественное превосходство.
Проект «Ямато» был подготовлен в 1936 году, в 1937 году заложили головной корабль «Ямато», в 1938 году «Мусаси». В 1940 году заложили сначала «Синано», а затем линкор под построечным номером 111, так и не получивший собственного имени. Кроме того, планировалось далее построить ещё три линкора усовершенствованного проекта, с усиленной зенитной артиллерией, при этом два последних должны были нести по шесть орудий калибра 510 мм, но их закладка была отменена. Вся информация по типу «Ямато» была настолько засекречена, что об истинных характеристиках этих кораблей противникам Японии стало известно лишь после войны.
Огромное водоизмещение позволило конструкторам оснастить линкоры типа «Ямато» крупнейшими в новейшей истории орудиями калибра 460 мм. Они придавали кораблям исключительную огневую мощь, хотя в создании снарядов для этих пушек японцы пошли по сомнительному пути. Броневая защита линкоров оказалась рекордной по толщине, хотя её реальная эффективность снижалась недостаточно высоким качеством японской брони. Противоторпедная защита также имела рекордные размеры, хотя и была не вполне удачно сконструирована. Она была мощней чем у линкоров США, Англии и Германии, но конструктивно можно было сделать лучше. Повышенную боевую устойчивость этим боевым единицам придавали уже сами их размеры. Зенитная артиллерия выглядела недостаточной, но была существенно усилена в ходе модернизации.
| ТТХ линкоров типа «Ямато»              |                              |
| Полное водоизмещение, т                | 72 810                       |
| Артиллерия главного калибра            | 9×460-мм/45                  |
| Противоминная артиллерия               | 12×155-мм/60                 |
| Зенитная артиллерия                    | 12×127-мм/40 24×25-мм/60     |
| Бортовое бронирование, главный пояс мм | 410                          |
| Бронирование палуб, мм                 | 35—50+200—230                |
| Бронирование башен ГК, мм              | до 650                       |
| Энергетическая установка               | паротурбинная, 150 000 л. с. |
| Максимальная скорость, узлов           | 27,5                         |

## Линкоры во Второй мировой войне
Вторая мировая война стала закатом линкоров, так как на море утвердилось новое оружие, дальность действия которого на порядок превышала самые дальнобойные пушки линкоров — авиация, палубная и береговая. Классические артиллерийские дуэли ушли в прошлое, и большая часть линкоров погибла вовсе не от артогня, а от действий с воздуха и из-под воды. Случай потопления германским линкором «Шарнхорст» британского авианосца «Глориос» вызван скорее ошибками в действиях командования последнего.
Так, при попытке прорыва в Северную Атлантику для проведения рейдерской операции немецкий линкор «Бисмарк» вступил 24 мая 1941 года в бой с английским линкором «Принц Уэльский» и линейным крейсером «Худ» и тяжело повредил первый, а также потопил «Худ» одним залпом. Однако уже 26 мая, возвращаясь с повреждениями из прерванной операции во французский Брест, он был атакован палубными торпедоносцами «Суордфиш» с авианосца «Арк Ройял», в результате двух торпедных попаданий снизил скорость хода (одна из торпед заклинила рули в тот момент, когда линкор поворачивал), на следующий день был настигнут англичанами и после 88-минутного боя c линкорами «Родни», «Кинг Джордж V» и несколькими крейсерами был затоплен экипажем.
7 декабря 1941 года японские самолёты с шести авианосцев атаковали базу американского тихоокеанского флота в гавани Пёрл-Харбор, потопив 4 и тяжело повредив другие 4 линкора, а также несколько других кораблей. 10 декабря в бою у Куантана японскими самолётами береговой авиации были потоплены английский линкор «Принц Уэльский» и линейный крейсер «Рипалс». Линкоры стали вооружать всё большим числом зенитных орудий, однако это мало помогало против набиравшей силу авиации. Наилучшей защитой против авиации противника было присутствие авианосца, который таким образом приобретал ведущую роль в морской войне.
Британские линкоры типа «Куин Элизабет», действовавшие в Средиземном море, стали жертвами немецких подлодок и итальянских подводных диверсантов. При этом «Бархэм» затонул, потопленный немецкой подлодкой U-331, а «Куин Элизабет» и «Вэлиант» были подорваны прямо в гавани Александрии и надолго вышли из строя.
Их соперники, новейшие итальянские корабли «Литторио» и «Витторио Венетто», лишь однажды встретились с ними в бою, ограничившись перестрелкой на больших дистанциях и не решившись преследовать своих порядком устаревших оппонентов. Все боевые действия свелись к схваткам с крейсерами и авиацией англичан. В 1943 году «Литторио» и «Витторио Венетто» после капитуляции Италии ушли на Мальту сдаваться в плен англичанам, вместе с третьим, не воевавшим, линкором «Рома». Не простившие им этого немцы атаковали эскадру, и «Рома» был потоплен новейшим оружием — радиоуправляемой бомбой FX-1400; этими бомбами были повреждены и другие корабли, в том числе линкор «Литторио», переименованный в «Италия», который чудом остался на плаву, а также английский «Уорспайт», прошитый насквозь и надолго вышедший из строя.
На заключительном этапе войны функции линкоров свелись к артиллерийской бомбардировке побережий и защите авианосцев. Самые большие в мире линкоры, японские «Ямато» и «Мусаси» были потоплены авиацией, так и не вступив в бой с американскими кораблями.
Однако с линкорами все ещё приходилось считаться. Так линкор «Тирпиц» только своим присутствием в Норвегии угрожал арктическим конвоям в СССР и сковывал значительные силы британского флота. Скрытый в норвежских фьордах и защищённый наземными зенитными орудиями, он был значительно повреждён английскими подводными минилодками, а позже был потоплен сверхтяжёлыми бомбами «Толлбой» с английских бомбардировщиков.
Действовавший вместе с «Тирпицем» линейный крейсер «Шарнхорст» в 1943 году в в бою у Нордкапа встретился с английским линкором «Дюк оф Йорк», тяжёлым крейсером «Норфолк», лёгким крейсером «Ямайка» и эсминцами и был потоплен. Однотипный линейный крейсер «Гнейзенау» при прорыве из Бреста в Норвегию через Ла-Манш (Операция «Цербер») был тяжело повреждён английской авиацией (частичный взрыв боезапаса) и не вышел из ремонта до конца войны.
Последний в военно-морской истории бой непосредственно между линкорами состоялся ночью 25 октября 1944 года в проливе Суригао, когда 6 американских линкоров атаковали и потопили японские линкоры «Фусо» и «Ямасиро». Американские линкоры встали на якоря поперёк пролива и давали бортовые залпы всеми орудиями главного калибра по локаторному пеленгу. Японцы, не имевшие корабельных радаров, могли стрелять только из носовых орудий практически наугад, ориентируясь на вспышки дульного пламени американских пушек.
В изменившихся обстоятельствах, проекты по постройке ещё бо́льших линкоров (американский «Монтана» и японский «Супер Ямато») были отменены. Последними линкорами, вступившими в строй, стали британский «Вэнгард» (1946 г.) и французский «Жан Бар» (1949 г.), заложенные ещё до войны.
Тупиковость развития линкоров показали немецкие проекты Н42 и Н44, по которым корабль водоизмещением 120—140 тыс. т должен был иметь артиллерию калибром 508 мм и палубную броню 330 мм. Палубу, имевшую много большую площадь, нежели бронепояс, невозможно было защитить против авиабомб без излишнего утяжеления, палубы же имевшихся линкоров пробивались бомбами калибра 500 и 1000 кг.

## Линкоры после Второй мировой войны
По итогам Второй мировой войны, в связи с выходом на первые роли палубной и береговой авиации, а также подводных лодок, линкоры, как тип военных кораблей, были признаны устаревшими. В строй вошли лишь два корабля: английский «Вэнгард» (1946 г.) и французский «Жан Бар» (1949 г.), ставшие последними в истории вступившими в строй линкорами. Оба корабля к концу войны находились в высокой степени готовности, и ввод их в строй был обусловлен скорее политическим престижем и желанием оправдать уже вложенные средства, чем хоть какой-то военной необходимостью. Лишь в Советском Союзе какое-то время шли разработки новых линкоров, включая фактически таковые тяжёлые крейсера проекта 82. Причины этого называются разные: от личных амбиций Сталина, до желания иметь надёжное средство доставки ЯО до прибрежных городов потенциальных противников (корабельных ракет тогда не было, авианосцев не было в СССР, и крупнокалиберные орудия могли быть вполне реальной альтернативой для решения этой задачи). Последние линкоры были сняты с вооружения (в США) в девяностых годах XX века.
Только США ещё несколько раз использовали свои последние линкоры (типа «Айова») для артиллерийской поддержки наземных операций, в силу относительной, в сравнении с авиаударами, дешевизны обстрела берега тяжёлыми снарядами по площадям, а также чрезвычайной огневой мощью кораблей (после модернизации системы заряжания, за час стрельбы, «Айова» мог выпустить около тысячи тонн снарядов, что и сейчас недоступно ни одному из авианосцев, а новые рецептуры порохов и полиуретановые зарядные картузы позволили резко повысить живучесть ствола). Хотя надо признать, что обладающие весьма малым (70 кг для 862-килограммовых фугасных и всего 18 кг в 1225-килограммовых бронебойных) количеством ВВ снаряды американских линкоров не лучшим образом подходили для обстрелов берега. С другой стороны, накопленные в годы Второй мировой войны запасы этих снарядов использовать иным образом всё равно не представлялось возможным. Перед войной в Корее были снова приняты на вооружение все четыре линкора типа «Айова». Во Вьетнаме использовался «Нью-Джерси».
В 1960—1970-х неоднократно обсуждался вопрос о модернизации этих линкоров, перестройке их в ракетоносные корабли, либо в комбинированные линкоры-вертолётоносцы для поддержки операций морской пехоты (при этом предполагалось заменить кормовую башню лётной палубой и ангаром), но ни один из проектов не был реализован из-за нехватки средств.

### Реактивация линкоров типа «Айова»
При президенте Рейгане линкоры типа «Айова» были выведены из резерва и вновь введены в строй. Главной причиной был их сравнительно малый износ — рассчитанные на 25—30 лет службы, корабли большую часть карьеры простояли в резерве и находились в хорошем состоянии.
В новой доктрине, линкоры были призваны стать ядром новых ударных корабельных группировок; для чего были перевооружены и стали способны нести крылатые ракеты «Томагавк» (8 четырёхзарядных контейнеров) и противокорабельные типа «Гарпун» (32 ракеты). Оборонительное вооружение линкоров было усилено установкой современных систем РЭБ и автоматических зенитных установок «Вулкан-Фаланкс».
«Нью-Джерси» участвовал в обстреле Ливана в 1983—1984 годах, а «Миссури» и «Висконсин» вели огонь главным калибром по наземным целям во время первой войны в Персидском заливе 1991 г. Обстрел иракских позиций и стационарных объектов главным калибром линкоров при одинаковой эффективности оказался значительно дешевле ракетного. Также хорошо защищённые и просторные линкоры оказались эффективными в роли штабных кораблей. Однако, большие затраты на переоборудование старых линкоров (300—500 млн долл. каждый) и высокие затраты на их содержание — а также сомнения в их боевой живучести — привели к тому, что все четыре корабля были повторно сняты с вооружения в девяностых годах XX века. «Нью-Джерси» отправлен в военно-морской музей в Кэмдене (штат Нью-Джерси), «Миссури» стал кораблём-музеем в Пёрл-Харборе, «Айова» стал кораблём-музеем в Лос-Анджелесе, а «Висконсин» находится на вечной стоянке в морском музее Норфолка (штат Вирджиния).
В 1996 году, уже после списания линкоров, Конгресс США при утверждении очередного годового бюджета на оборону потребовал, чтобы как минимум два линкора, а также необходимая инфраструктура, запчасти и боеприпасы, находились на долговременной консервации и были пригодны к возвращению в строй. Для этой роли были выбраны «Висконсин» и «Айова». Последний раз этот пункт содержался в бюджетном документе 2007 года, затем линкоры были списаны окончательно, «Висконсин» в 2009, «Айова» — в 2012 году.

### Наследие
Хотя сейчас линкоры отсутствуют в боевом составе флотов мира, их идеологическими преемниками в какой-то мере являются концепции «кораблей-арсеналов»; специализированные платформы с большим запасом крылатых ракет, предназначенные для развёртывания вблизи побережья противника и нанесения массированного ракетного удара за минимальное время. Подобные корабли (узкоспециализированные и лишённые собственных систем управления огнём) могли бы обеспечивать прирост мощности ракетного залпа дешевле, чем развёртывание дополнительных ракет на универсальных эсминцах. Концепции подобных кораблей периодически обсуждались в ВМФ США, однако, не были реализованы в связи с сомнительной ценностью узкоспециализированных носителей. Как частичное воплощение концепции, четыре ПЛАРБ типа «Огайо» в 2002—2010 были перевооружены для несения 144 крылатых ракет «Томагавк».